# Tom Corbett

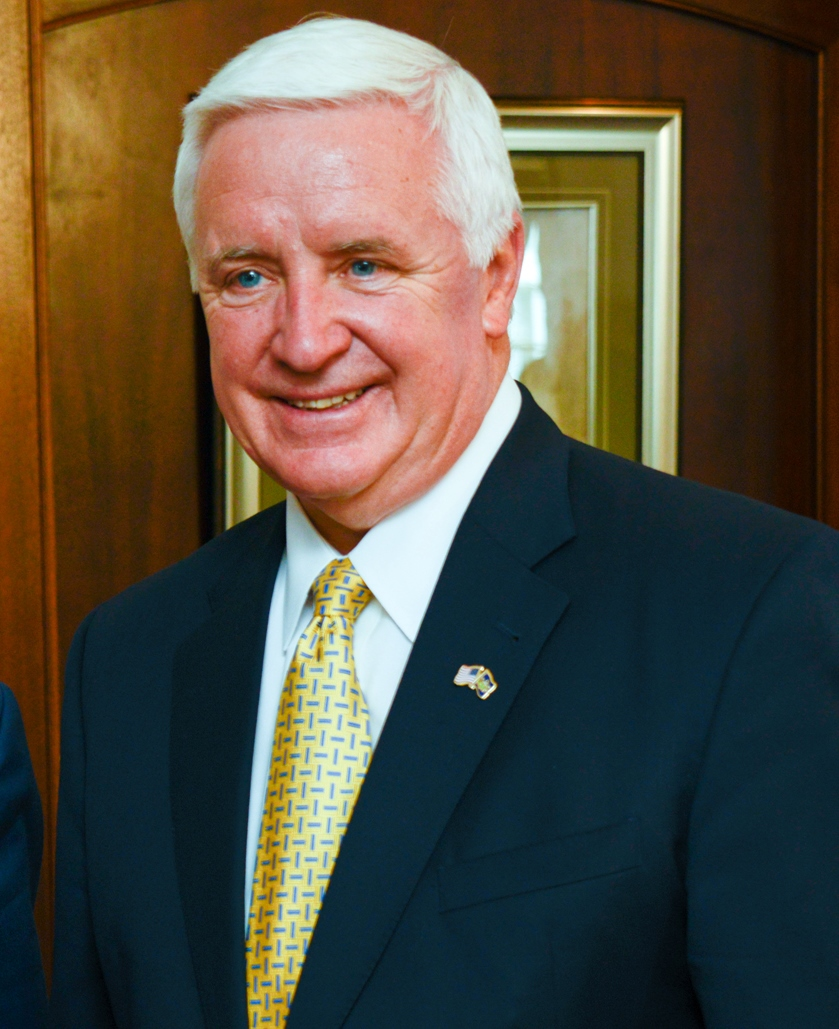
Tom Corbett (2014)

Thomas Wingett „Tom“ Corbett, Jr. (* 17. Juni 1949 in Philadelphia, Pennsylvania) ist ein US-amerikanischer Politiker der Republikanischen Partei. Vom 18. Januar 2011 bis zum 20. Januar 2015 war er Gouverneur des Bundesstaates Pennsylvania.
Corbett ist Jurist und begann seine Laufbahn im Jahr 1976 als Assistent eines Bezirksstaatsanwalts in Pennsylvania. Danach war er unterschiedlich lange abwechselnd als Jurist in der Privatwirtschaft und im öffentlichen Dienst tätig. Nachdem Corbett von 1989 bis 1993 United States Attorney für den westlichen Distrikt von Pennsylvania gewesen war, bekleidete er von Oktober 1995 bis Januar 1997 – übergangsweise vom Gouverneur ernannt – den Posten des Attorney General des Bundesstaats Pennsylvania. Nach acht weiteren Jahren als Anwalt in der Privatwirtschaft kandidierte er 2004 erneut als Attorney General. Anfang des Jahres 2005 kehrte er daher auf seinen alten Posten zurück und wurde 2008 wiedergewählt. Von den Republikanern 2010 zum Kandidaten für das Amt des Gouverneurs nominiert, gewann Corbett die Wahl am 2. November 2010 und trat das Amt als Regierungschef seines Bundesstaates am 18. Januar 2011 an. Obwohl es ihm als Gouverneur unter anderem gelang, den Staatshaushalt auszugleichen, die Arbeitslosigkeit zu senken und ein überparteiliches Modernisierungsprogramm für die Infrastruktur durchzusetzen, schnitt er bei Meinungsumfragen aufgrund von zahlreichen Kontroversen in Bildungs- und Gesellschaftspolitik zunehmend schlechter ab und wurde im November 2014 nicht für eine zweite Amtszeit wiedergewählt. Am 20. Januar 2015 löste ihn der Demokrat Tom Wolf ab. Nach dem Ende seiner Amtszeit zog sich Corbett zeitweise ins Privatleben zurück. Seit Herbst 2015 ist er Dozent für Recht und Politik.

## Frühere Jahre und politischer Aufstieg

### Ausbildung und juristische Laufbahn
Tom Corbetts Vater Thomas Corbett Sen. (1905–1995), ein Anwalt, amtierte von 1965 bis 1970 als stellvertretender Attorney General von Pennsylvania. Seine Mutter Mary starb 56-jährig im März 1967 an einer Krebserkrankung, als Corbett 17 Jahre alt war.
Corbett schloss 1971 ein Studium der Pädagogik am Lebanon Valley College ab. Nach einem Jahr als Lehrer begann er 1972 ein Studium der Rechtswissenschaft an der St. Mary’s University Law School, das er 1975 abschloss. Von 1971 bis 1984 diente er in der 28. Infanteriedivision der Pennsylvania Army National Guard, in der er bis zum Captain aufstieg. Seine juristische Laufbahn im öffentlichen Dienst begann er im Jahr 1976 als Assistent des Distriktstaatsanwalts. In dieser Funktion lag sein Schwerpunkt auf Vergewaltigungsdelikten. Vier Jahre später erhielt er eine Beförderung zum Assistenten des Bundesstaatsanwalts. Ab 1983 war Corbett für mehrere Jahre in der Privatwirtschaft als Rechtsanwalt tätig. 1988 wurde er damit beauftragt, die gerichtliche Kontrolle des Gefängnisses des Allegheny County zu betreuen. Kurz darauf, im Mai 1989, wurde er von US-Präsident George Bush zum Bundesstaatsanwalt für den westlichen Distrikt von Pennsylvania ernannt, mit knapp 40 Jahren zu dem Zeitpunkt der jüngste seines Bundesstaats. Dieses Amt hatte er bis Mai 1993 inne, als er vom neuen demokratischen Präsidenten Bill Clinton in dieser Funktion ersetzt wurde. Danach arbeitete Corbett erneut als Rechtsanwalt in der Privatwirtschaft.

### Übergangsweise Attorney General von Pennsylvania (1995–1997)
Im Oktober 1995 trat der bisherige Attorney General Pennsylvanias, Ernie Preate, nach Korruptionsvorwürfen zurück. Gouverneur Tom Ridge ernannte Corbett daraufhin zu dessen Nachfolger. Obwohl der Attorney General des Bundesstaats für vier Jahre durch die Bürger gewählt wird, hatte der Gouverneur für den Rest der Amtszeit einen neuen Mandatsträger zu ernennen, weil die Verfassung des Bundesstaates keine gesonderte Nachwahl vorsieht. Seine Ernennung musste allerdings auch von der State Legislature bestätigt werden. Dabei knüpften die Demokraten ihre Zustimmung an die Bedingung, dass sich Corbett nach Ablauf der Amtsperiode nicht zur Wiederwahl stellen würde, was in Pennsylvania eine gängige Praxis für ernannte Amtsträger in Wahlämtern ist. Im November 1996, als die nächste turnusgemäße Wahl des Attorney Generals anstand, trat Corbett deshalb nicht an und schied im Januar 1997 nach einer Amtszeit ohne nennenswerte Vorkommnisse aus der Regierung aus. Sein Nachfolger wurde Mike Fisher.

### Rückkehr in die Privatwirtschaft (1997–2005)
Rund acht Jahre, von 1997 bis 2005, war Corbett als privater Anwalt tätig. Zunächst fungierte er als juristischer Berater der Firma Thorp, Reed & Armstrong, ab 1998 bei Waste Management. Im März 2002 eröffnete er seine eigene Kanzlei Thomas Corbett and Associates, in der er bis zu seiner Kandidatur als Attorney General von Pennsylvania arbeitete.

### Erneut Attorney General (2005–2011)
Im November 2004 kandidierte er für das Amt des Attorney Generals, gewann diese Wahl gegen den Demokraten Jim Eisenhower mit 50,4 Prozent der Stimmen knapp und kehrte im Januar 2005 in das Amt zurück. Am 4. November 2008 wurde er mit 52,3 Prozent gegen John Morganelli wiedergewählt. Corbetts Sieg war von hohem medialen Interesse begleitet: Er hatte in Pennsylvania das mit Abstand beste Ergebnis eines Republikaners eingefahren, an einem Tag, der von eher ungünstigen Verhältnissen für seine Partei geprägt war: Parallel fand die Präsidentschaftswahl 2008 statt, bei der Barack Obama auch in Pennsylvania eine deutliche Mehrheit der Stimmen auf sich vereinte. Auch die anderen Wahlen an diesem Tag gingen landesweit zu Gunsten der Demokraten aus. Im Januar 2009 begann seine zweite Amtszeit als Attorney General.
Im Januar 2011 legte Corbett nach seiner Wahl zum Gouverneur den Posten als Attorney General nieder. Als Gouverneur ernannte er William H. Ryan junior vorübergehend zu seinem Nachfolger auf diesem Posten.

#### Rolle im Penn-State Missbrauchsskandal

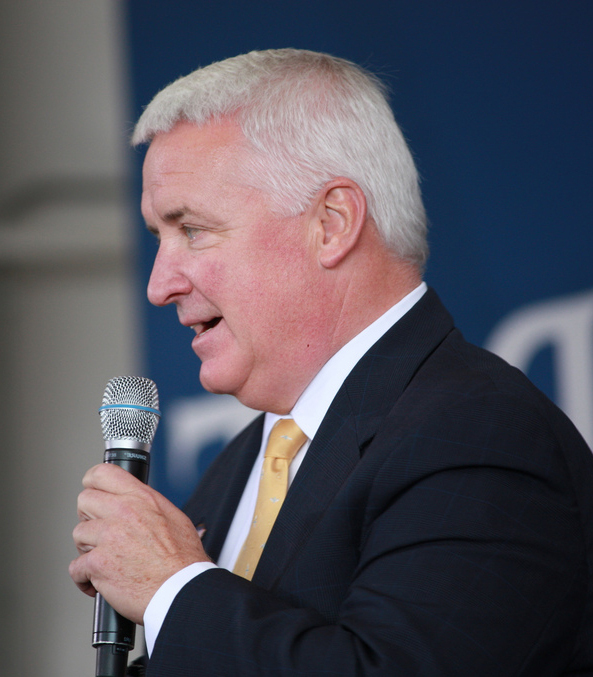
Corbett als Attorney General von Pennsylvania im Jahr 2008

In Corbetts Dienstzeit als Generalstaatsanwalt von Pennsylvania fiel ein aufsehenerregender Missbrauchsskandal an der Pennsylvania State University, der auch international medial rezipiert wurde. Dabei wurde dem Football-Trainer Jerry Sandusky sexueller Missbrauch von Kindern vorgeworfen. Im Jahr 2009 berief Corbett in seiner Funktion als Attorney General eine Grand Jury ein, die im Jahr 2012 (als Corbett bereits Gouverneur war) Sandusky zu mehreren Jahrzehnten Freiheitsstrafe verurteilte. Corbett wurde in den Medien dafür kritisiert, dass der Urteilsspruch gegen Sandusky erst drei Jahre nach der Einberufung der Grand Jury erfolgte. Kritisiert wurde auch die Bewilligung von drei Millionen US-Dollar durch den Stab von Gouverneur Corbett an die Organisation The Second Mile. Diese Non-Profit-Organisation war von Sandusky selbst gegründet worden, um sexuell missbrauchten Kindern zu helfen, und spielte eine Rolle bei der Aufdeckung der Vorwürfe. Sandusky verließ The Second Mile jedoch bereits im Jahr 2010. Einige US-Medien bezeichneten die Freigabe der Gelder an die Organisation als absurd. Der frühere FBI-Direktor Louis Freeh sah jedoch auf sachlicher Ebene keine Vorwerfbarkeit in Corbetts Verhalten bei der Handhabung des Skandals.

#### Klage gegen die Gesundheitsreform „Obamacare“
Obwohl Corbett während seiner Amtszeit als Gouverneur einer Ausweitung der von Präsident Obama initiierten Gesundheitsreform zustimmte, schloss er sich im März 2010 einer Klage 17 republikanischer Kollegen vor dem Obersten Gerichtshof gegen die Reform an. Die republikanischen Attorney Generals argumentierten, das wenige Tage vorher vom Kongress verabschiedete und vom Präsidenten unterzeichnete Gesetz sei verfassungswidrig, da es US-Bürger zum Abschluss einer Krankenversicherung zwinge. Angestrebt wurde die Aufhebung der Reform durch das Gericht. Im Sommer 2012, nachdem sich weitere zehn weitere Bundesstaaten der Klage angeschlossen hatten, erklärten die Richter das Gesetz jedoch für verfassungskonform.

#### Bekämpfung von Korruption
Bekannt wurde Corbett als Attorney General auch durch sein Vorgehen gegen Korruption im Staatsdienst. Davon betroffen waren Mitglieder der State Legislature sowie deren Angestellte. Zwischen 2008 und 2010 leitete das von Corbett geführte Büro des Attorney Generals gegen mehrere Staatssenatoren und Abgeordnete Ermittlungsverfahren wegen Korruption ein. In den meisten Fällen ging es um die Veruntreuung von Staatsgeldern zur Wahlkampffinanzierung. Drei Abgeordnete wurden zu Haftstrafen verurteilt, zwei weitere wurden freigesprochen. Zu den Verurteilten gehörte auch Mike Veon, der im Repräsentantenhaus einst der demokratischen Fraktion vorsaß. Insgesamt klagte er als Attorney General 25 Personen, davon Abgeordnete und deren Mitarbeiter, an. Durch sein Vorgehen gegen Korruption im Staatsdienst erwarb sich Corbett überparteiliches Ansehen.

#### Kontroverse um pornografische E-Mails in seiner Zeit als Attorney General
Als im Sommer 2014 das Versenden von E-Mails mit pornografischen Inhalten durch Stabsmitarbeiter Corbetts bekannt wurde, während dieser als Attorney General amtierte, kam es zu einer breiten öffentlichen Diskussion. Die Demokraten warfen ihm vor, sein Führungsstil sei für derartige Vorfälle indirekt verantwortlich. Corbett, der nach eigener Aussage sowie übereinstimmenden Medienberichten keine solchen Mails erhalten haben soll, wies diese Kritik als absurd zurück. „Ich wünschte, ich hätte auch eine solche Mail erhalten, denn dann hätte es sofort aufgehört“, so Corbett. Zu den Empfängern der Mails gehörten jedoch zwei spätere Mitglieder von Corbetts Kabinett, die als Vertraute des Gouverneurs galten: State Police Commissioner Frank Noonan und Secretary of Environmental Protection Christopher Abruzzo. Am 3. Oktober 2014 traten beide von ihren Ämtern zurück.
Im Zuge des Skandals entwickelte sich im Herbst 2014 ein öffentlicher Streit um die Herausgabe sämtlicher E-Mails zwischen Tom Corbett und Kathleen Kane, die seit Januar 2013 das Amt des Attorney Generals bekleidet. Die Demokratin Kane weigerte sich, sämtliche Details zu den versandten Mails zu veröffentlichen. Zuvor forderte Corbett sie in einem offenen Brief dazu auf. Der Gouverneur und republikanische Politiker kritisierten vor allem, dass Kane nur die Namen von Mail-Empfängern veröffentlichte, die als ehemalige Vertraute des Gouverneurs galten. Kurz vor der 2014 anstehenden Gouverneurswahl bezeichneten führende Republikaner in Pennsylvania das Verhalten Kanes als politisch motiviert, um Corbetts öffentlichem Ansehen zu schaden.

### Kandidatur als Gouverneur 2010

Karte von Pennsylvania mit dem Ergebnis der Gouverneurswahl 2010 nach Countys:
Mehrheit für Dan Onorato (D)
Mehrheit für Tom Corbett (R)

Am 15. September 2009 kündigte Corbett seine Kandidatur als Gouverneur seines Heimatbundesstaates bei der Wahl 2010 an. Zwei Monate später stieg Sam Rohrer, ein Abgeordneter im Repräsentantenhaus von Pennsylvania, unterstützt von der konservativen Tea-Party-Bewegung in das Rennen ein. Corbett, eher gemäßigter Republikaner, erhielt daraufhin Rückendeckung aus der Führung der Parteiorganisation des Bundesstaates (des  „Parteiestablishments“). Während Rohrer in seiner Kampagne Corbett als zu wenig konservativ darstellte, konterte der Attorney General mit Kritik an Rohrers Abstimmungsverhalten in der State Legislature. So warf das Corbett-Lager dem Abgeordneten seine Zustimmung zu Diätenerhöhungen einige Jahre früher vor, die bei der republikanischen Parteibasis unpopulär waren. Bei der am 18. Mai 2010 abgehaltenen Primary setzte sich Corbett mit 68,7 Prozent gegenüber 31,3 Prozent der Stimmen klar gegen Rohrer durch. Zu seinem Vorwahlsieg hatte auch Corbetts höherer Bekanntheitsgrad beigetragen.
Als Kandidat für das Amt des Vizegouverneurs wurde der Bezirksrat Jim Cawley aufgestellt, der bei den Vorwahlen um diesen Posten erfolgreich war. Obwohl die Primaries für beide Ämter in Pennsylvania getrennt abgehalten werden, sind beide Kandidaten bei der eigentlichen Wahl nur gemeinsam wählbar.
Während des Wahlkampfes im Herbst 2010 schloss Corbett Steuererhöhungen für Bürger und Unternehmen aus. Durch die Senkung von Steuern und Deregulierung solle ein wirtschaftsfreundlicheres Klima geschaffen werden, um so Wirtschaftswachstum zu fördern und die Arbeitslosigkeit zu senken. Auch forderte er eine Begrenzung der Staatsausgaben (fiskalpolitische Disziplin, u. a. „schlanker Staat“), um so den Staatshaushalt ausgleichen zu können. In den Meinungsumfragen vor dem Urnengang lag Corbett stets mit unterschiedlichen Abständen in Führung.
Bei der Gouverneurswahl in Pennsylvania am 2. November 2010 siegte Corbett mit 54,5 Prozent der Stimmen über den Demokraten Dan Onorato, der 45,5 Prozent der Stimmen erhielt. In 63 der 67 Countys des Bundesstaats verbuchte er dabei eine Mehrheit. Nur in den strukturell demokratisch wählenden urbanen Regionen um die Großstadt Philadelphia erhielt Onorato höhere Stimmenanteile. Die Wahlbeteiligung lag jedoch mit 46 Prozent relativ niedrig, was aber für Midterm-Elections (zwischen zwei Präsidentschaftswahlen) üblich ist. Corbetts Sieg wurde durch die allgemeine politische Stimmung begünstigt: Auch bei den Wahlen zum Kongress verbuchte seine Partei deutliche Zugewinne. Verantwortlich für den Siegeszug der Republikaner war in erster Linie die Unzufriedenheit mit der Obama-Regierung. Besonders die Wirtschaft hatte sich nach der Finanzkrise ab 2007 nur schleppend erholt.

## Gouverneur von Pennsylvania (2011–2015)

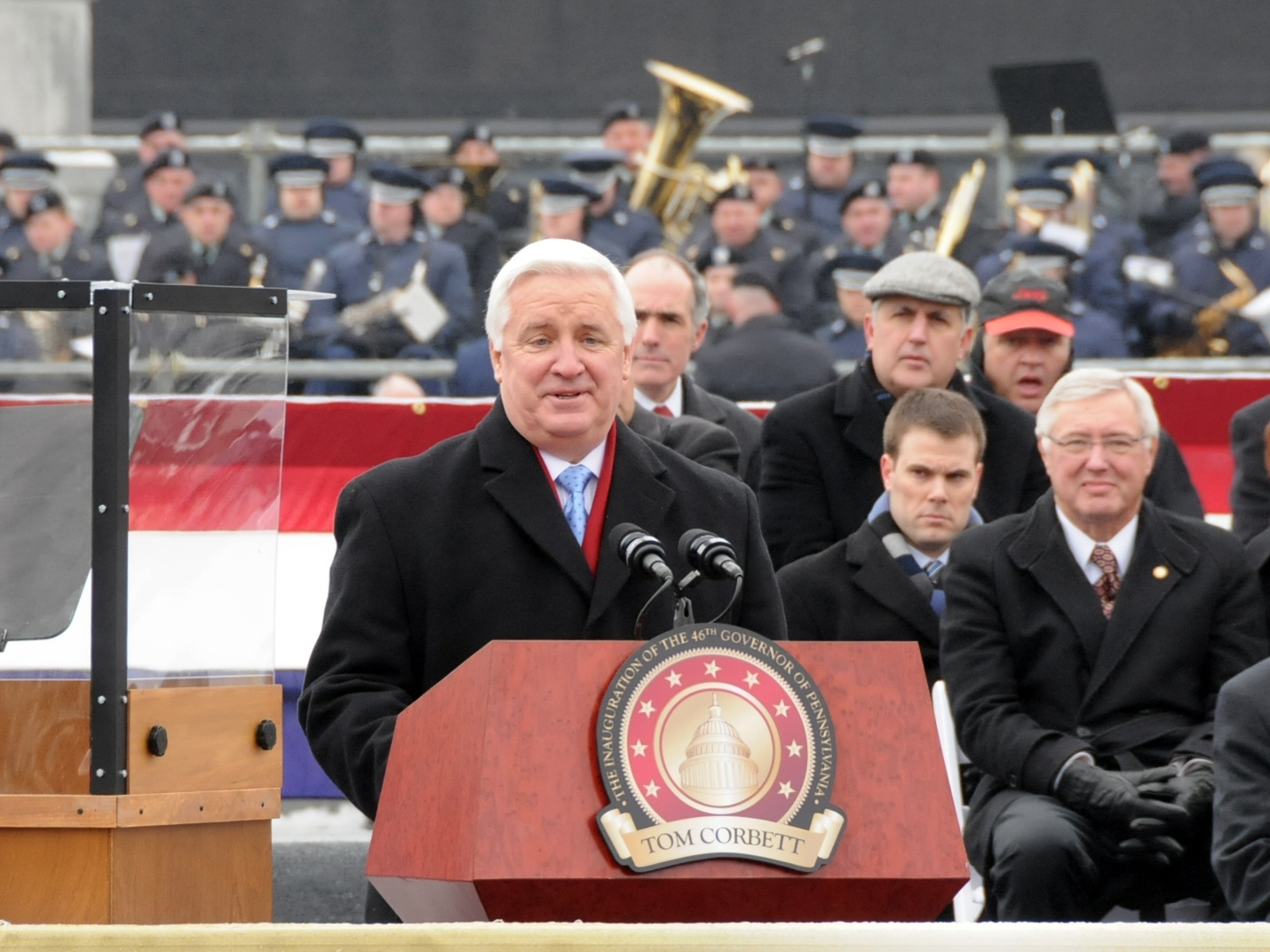
Tom Corbett während seiner Rede zur Amtseinführung am 18. Januar 2011

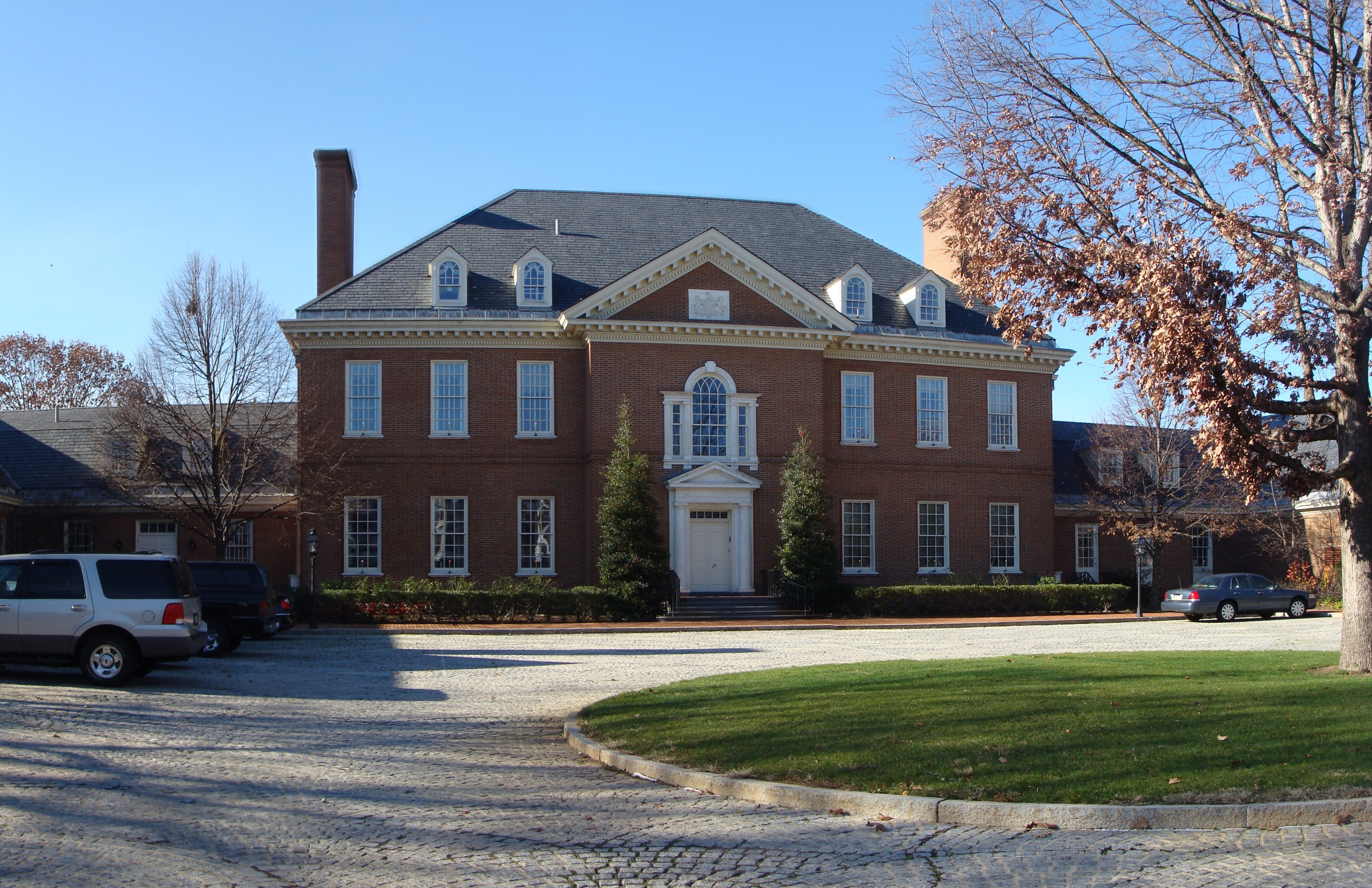
Governor’s Mansion in Harrisburg, Residenz des Gouverneurs von Pennsylvania

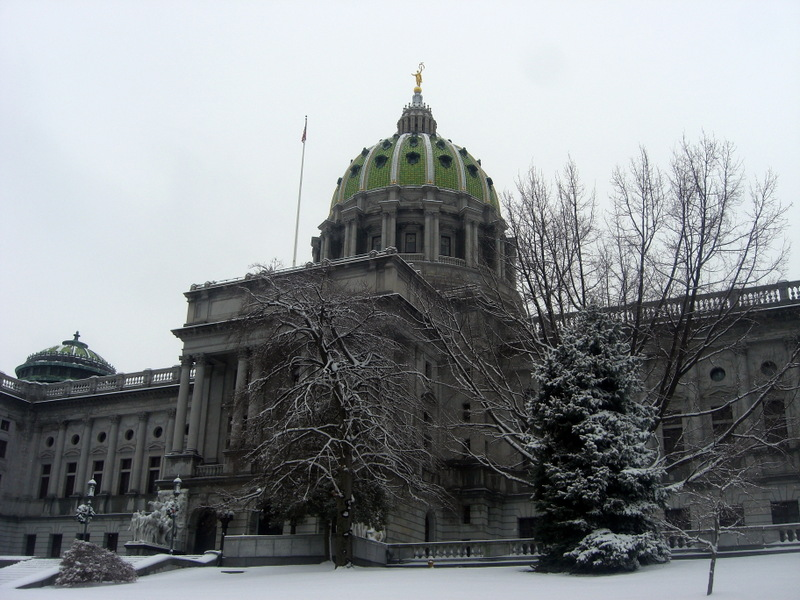
Das Staatskapitol in Harrisburg, wo der Gouverneur sein Büro hat

Am 18. Januar 2011 wurde Tom Corbett als 46. Gouverneur von Pennsylvania vereidigt. Auch sein Kandidat für das Amt des Vizegouverneurs Jim Cawley legte an diesem Tag den Eid ab. Er löste damit den Demokraten Ed Rendell ab, der nach zwei Amtsperioden verfassungsgemäß nicht mehr kandidieren durfte.

### Wirtschafts- und Finanzpolitik

#### Staatshaushalt
Nach seiner Amtsübernahme stand Corbett einem hohen Haushaltsdefizit gegenüber. Im letzten Jahreshaushalt seines Vorgängers betrug das Defizit 4,6 Milliarden US-Dollar. Besonders durch die Finanzkrise ab 2007 war die Wirtschaft des Bundesstaats stark angeschlagen. Das erste Budget seiner Regierung sah die Kürzung der Staatsausgaben um drei Prozent vor. Es war der erste Staatshaushalt in vier Jahrzehnten, in dem die jährlichen Ausgaben nicht erhöht wurden. Im Frühsommer 2011 legte der Gouverneur den ersten termingerechten Haushalt seit acht Jahren vor. Das bedeutet, der neue Haushalt konnte noch vor Beginn des neuen Fiskaljahres am 30. Juni 2011 verabschiedet werden, was dadurch erleichtert wurde, dass die Republikaner in beiden Kammern der General Assembly die Mehrheit stellten. Auch die folgenden Haushalte konnten fristgerecht beschlossen werden. Durch eine sich verbessernde wirtschaftliche Lage und Einsparungen in zahlreichen Bereichen (wie Wohlfahrt und Umweltschutz) und am Staatsapparat gelang es Corbett den Haushalt des Bundesstaats auszugleichen, ohne Steuererhöhungen vorzunehmen. Auch in den folgenden Jahren schaffte er einen ausgeglichenen Staatshaushalt. Um weitere Einsparungen zu erreichen, setzte der Gouverneur im Januar 2012 durch eine Verfügung eine fällige Lohnerhöhung der Staatsangestellten, die üblicherweise jährlich als Ausgleich zur Inflation erfolgt, aus. Davon betroffen war auch sein eigenes Gehalt.
Trotz des ausgeglichenen Staatshaushalts stufte die Ratingagentur Moody’s im Juli 2014 die Kreditwürdigkeit des Bundesstaates von der Klassifizierung AA2 auf AA3 herab. Als Grund nannte die Ratingagentur zu erwartende Mehrbelastungen für die Staatskasse aufgrund der rasant steigenden Kosten für Pensionen im öffentlichen Dienst. Daher bestehe trotz der soliden Wirtschaft, deren Wachstum jedoch unter dem nationalen Durchschnitt liegt, die Gefahr, das Ziel eines Etats ohne neue Schulden nicht dauerhaft einhalten zu können. Corbett wertete dies als Bestätigung für seine Forderung nach einer umfassenden Reform des Pensionssystems. Dabei widersprach er den Demokraten, die ihn für die Herabstufung durch ein zu geringes Wachstum verantwortlich machten, und forderte ein zügiges Handeln der Senatoren und Abgeordneten im Bereich Pensionen. Im kurz zuvor verabschiedeten Haushalt hatte er bereits einige Ausgabenposten mittels eines Line-Item-Vetos blockiert, um die Mitglieder der Legislative zu einer Neuregelung der Pensionen zu bewegen. Bei diesen Posten handelte es sich um eine Reihe von Zusatzzahlungen an Mitglieder der Legislative. Im Jahr zuvor hatte Corbett ein umfangreiches Konzept vorgestellt, um die rasant steigenden Kosten für Pensionen zu dämpfen und damit auch Steuererhöhungen zu begrenzen. Die steigenden Ausgaben resultieren in erster Linie aus einem (mit anderen Bundesstaaten verglichen) schwachen Bevölkerungswachstum in Pennsylvania. Nach dem Willen Corbetts und seines Budgetbüros sollen neu eingestellte Arbeitnehmer im öffentlichen Dienst später geringere Pensionszahlungen erhalten. Auch sollen die künftige Bezüge um bis zu 26 Prozent gesenkt werden. Dies betrifft aber nur Pensionäre ab einem Einkommen von 62.000 Dollar pro Jahr. Leistungen für Pensionäre, die zum Zeitpunkt der Reform bereits im Ruhestand sind, wären von diesem Plan nicht betroffen. Nach Angaben der Staatsregierung von Pennsylvania könnten so in den kommenden 30 Jahren zwölf Milliarden Dollar für Beitragszahler und 40 Milliarden Dollar für die Staatskasse eingespart werden. Die State Legislature konnte sich bis zum Herbst 2014 nicht auf eine Reform verständigen, da auch zahlreiche Republikaner Änderungen an Corbetts Konzept fordern, das sie in gegenwärtiger Form für nicht finanzierbar halten.
Einen Tag nach der verloren gegangenen Wiederwahl, am 5. November 2014, reichte eine Gruppe Parlamentarier beider Parteien vor einem bundesstaatlichen Gericht Klage gegen Corbett und weitere Mitglieder seiner Regierung ein. Zur Begründung hieß es, der Gouverneur habe mit seinem Line-Item-Veto im letzten Haushalt gegen finanzielle Sonderleistungen für Mitglieder der Legislative seine Befugnisse überschritten. Corbett widersprach den Anschuldigungen; er habe ausschließlich im Rahmen seiner Vollmachten gehandelt. Die Klage wurde schließlich am 30. Dezember 2015 zurückgewiesen und Corbetts Handeln als Gouverneur für rechtmäßig befunden.

#### Arbeitsmarkt und Mindestlohn

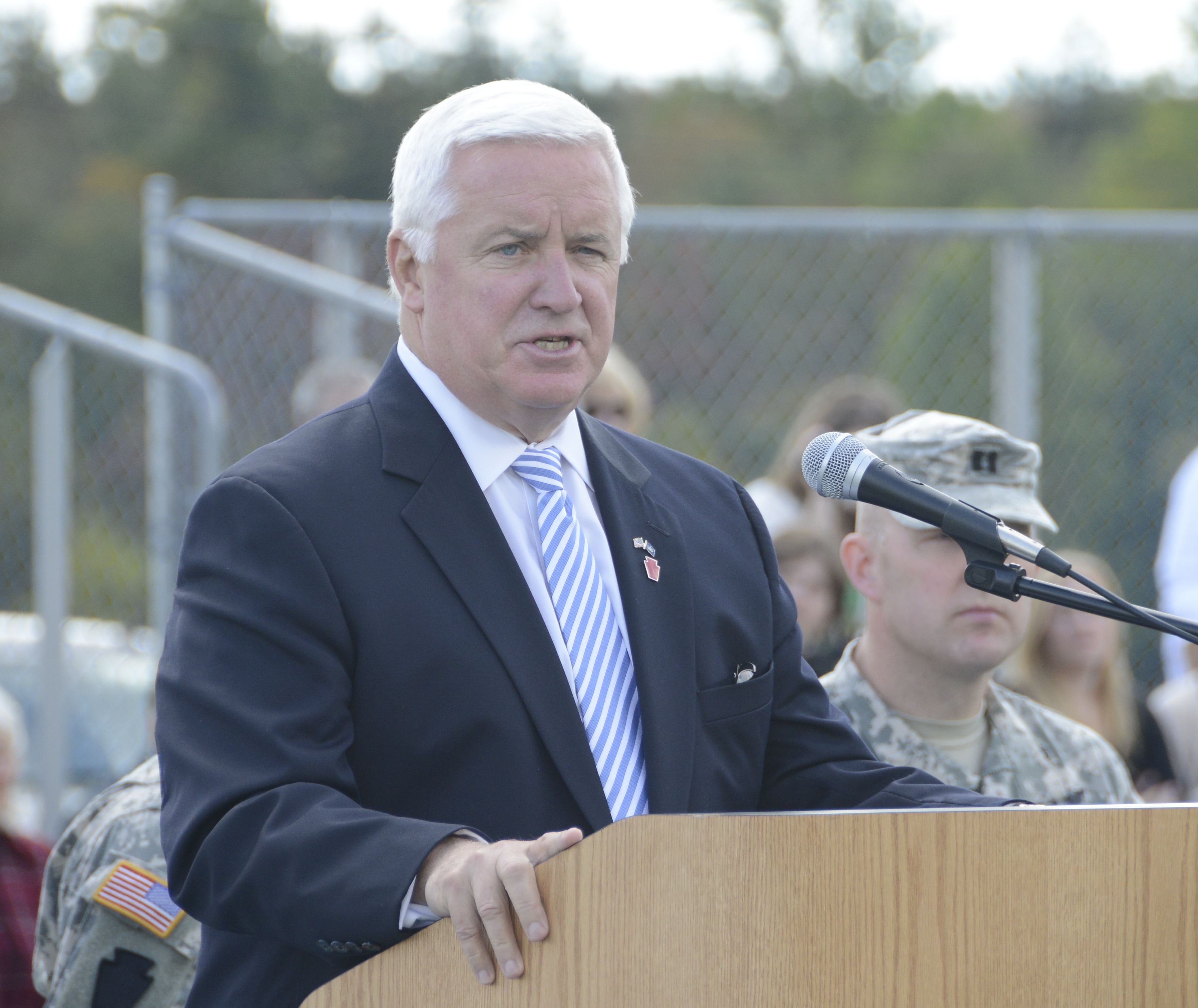
Corbett bei einer Rede im September 2012

In Corbetts Amtszeit wurden in Pennsylvania mehr als 100.000 neue Arbeitsplätze geschaffen. Die Demokraten kritisieren dies mit dem Verweis auf Studien, die Pennsylvania zu den Schlusslichtern unter den US-Bundesstaaten bei der Schaffung neuer Arbeitsplätze sehen. Corbett wies diese Kritik zurück und berief sich auf die Entwicklung der Arbeitslosenquote, die von seinem Amtsantritt bis zum Frühjahr 2014 von 8,2 auf 5,6 Prozent fiel. Außerdem verwies er darauf, ein stärkerer Zuwachs an neuen Arbeitsplätzen in anderen US-Bundesstaaten sei mit deren schlechterer Ausgangslage nach der Finanzkrise zu begründen. Im Herbst 2014, während des Wahlkampfes um seine Wiederwahl, verwies er außerdem auf Zahlen der Arbeitsagenturen, dass es in Pennsylvania rund 200.000 offene Stellen in der Privatwirtschaft gebe. Die Aufgabe der Regierung sei es nun, Jobsuchende durch verschiedene Bildungsprogramme ausreichend für diese Arbeitsplätze zu qualifizieren.
Corbett sprach sich während seiner Amtszeit wiederholt gegen eine Erhöhung des Mindestlohns von 7,25 auf 10 US-Dollar pro Arbeitsstunde aus (7,25 US-Dollar sind die national festgelegte Untergrenze; den Einzelstaaten ist es aber möglich, darüber hinauszugehen). Damit widersprach er den Forderungen der Demokraten, die sich für eine Anhebung der gesetzlichen Lohnuntergrenze in Pennsylvania aussprechen. Corbett vertritt die Meinung, eine Erhöhung des Mindestlohns würde der Wettbewerbsfähigkeit des Bundesstaates schaden. Daher sei eine Anhebung des Mindestlohns auf Bundesebene sinnvoller. Außerdem sprach er sich für mehr Investitionen in Bildungsprogramme aus, sodass Arbeitssuchende eine Qualifizierung für besser entlohnte Jobs erlangen können. Ferner argumentierte der Gouverneur, eine Erhöhung vernichte insbesondere Ferienjobs und andere Arbeitsgelegenheiten für Jugendliche und Studenten, die darauf angewiesen seien.

### Bildungspolitik

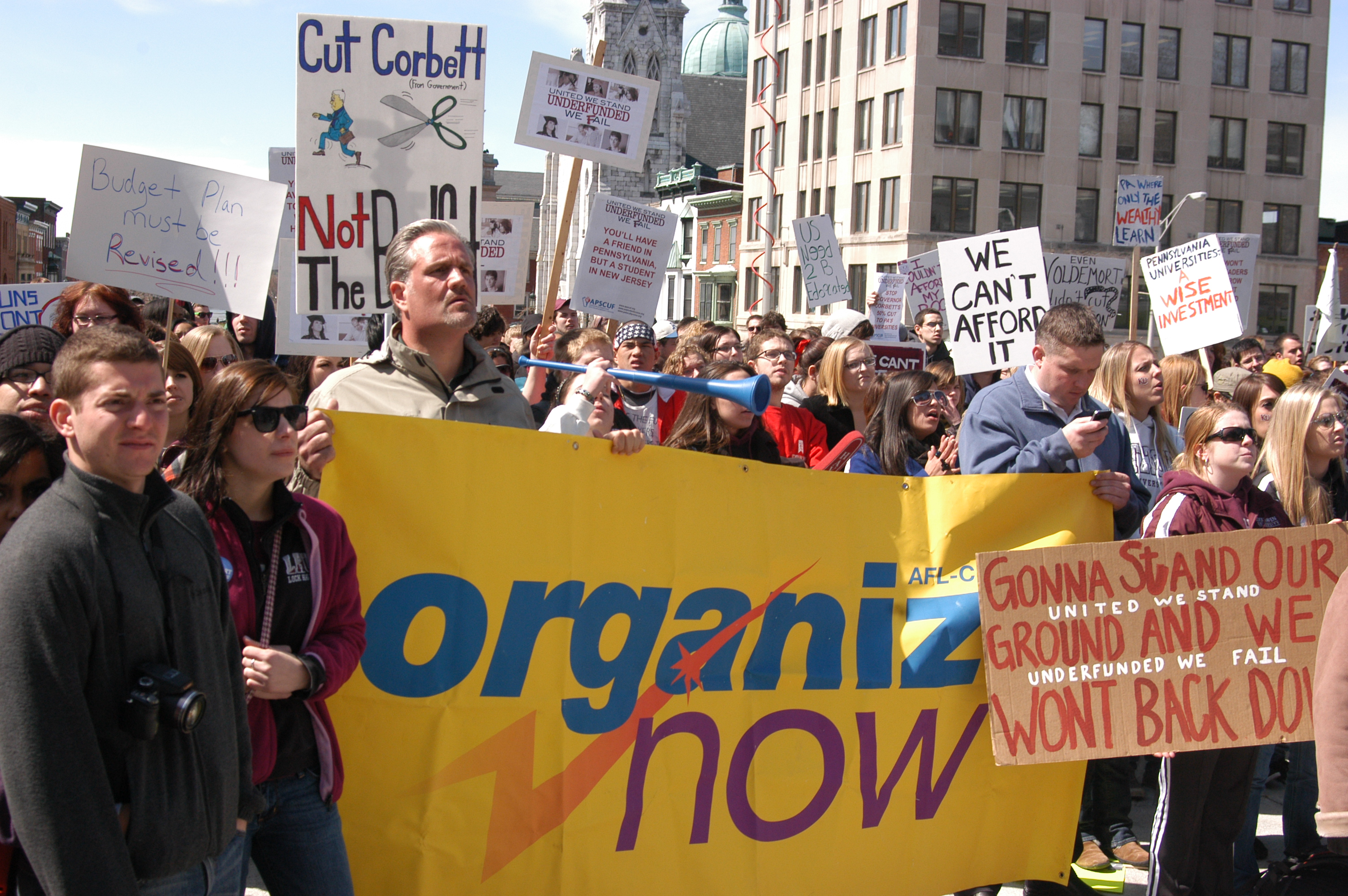
Nach der Bekanntgabe von Ausgabenkürzungen im Bildungsbereich kam es zu Demonstrationen gegen die Politik Corbetts, wie hier am 28. März 2011 in Harrisburg

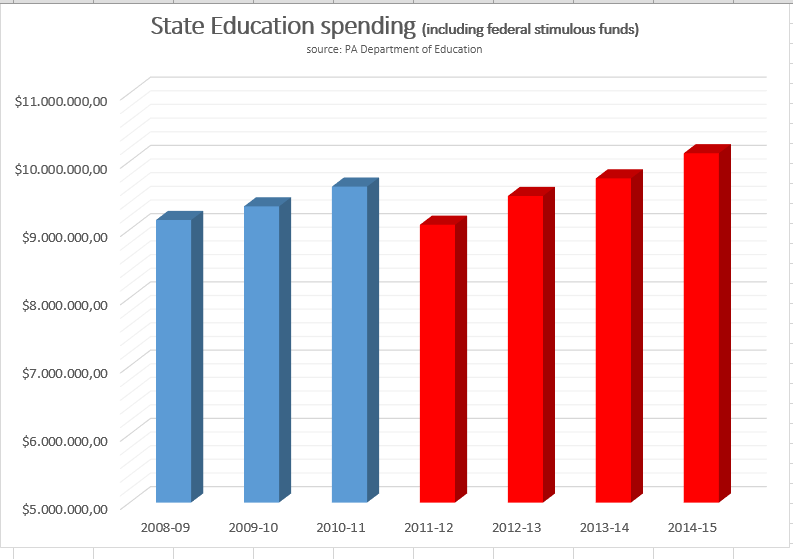
Grafik der Ausgaben des Bundesstaates pro Fiskaljahr für Bildung unter Einbeziehung der Mittel aus dem nationalen Konjunkturprogramm
Ausgaben während der Regierung von Gouverneur Ed Rendell
Ausgaben während der Regierung von Gouverneur Tom Corbett

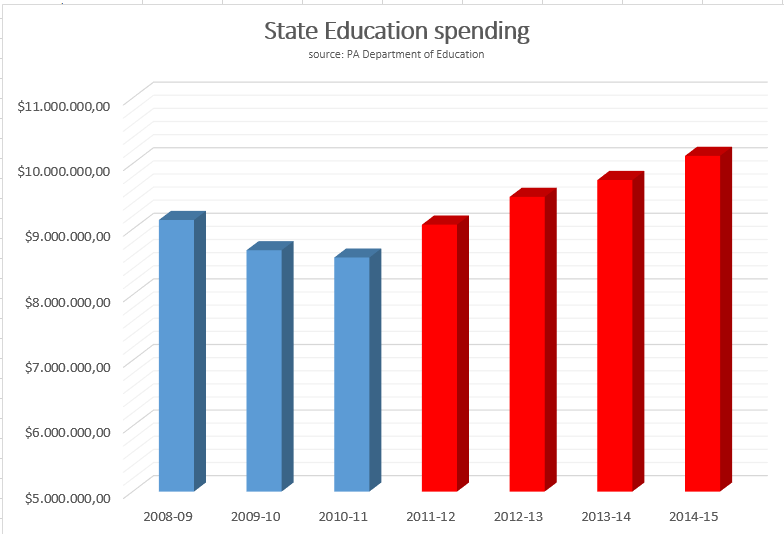
Grafik der Ausgaben des Bundesstaates pro Fiskaljahr für Bildung ohne Einbeziehung der Mittel aus dem nationalen Konjunkturprogramm (ausschließlich Ausgaben des Bundesstaates)
Ausgaben während der Regierung von Gouverneur Ed Rendell
Ausgaben während der Regierung von Gouverneur Tom Corbett

Als März 2011 der neue im Juli beginnende Jahreshaushalt mit der Legislative ausgearbeitet wurde, kündigte Corbett die Streichung von rund einer Milliarde US-Dollar aus dem Bildungsetat an, was zu scharfer Kritik führte. Corbett begründete den Schritt mit dem Auslaufen von Geldern der amerikanischen Bundesregierung. Die demokratische Vorgängerregierung unter Gouverneur Rendell hatte tatsächlich finanzielle Mittel, die zeitlich begrenzt waren, aus dem von Präsident Obama im Jahr 2009 initiierten Konjunkturprogramm in den Bildungsetat von Pennsylvania fließen lassen. Dafür wurden die Zuschüsse für das Bildungswesen aus dem Etat des Bundesstaates in den letzten drei Haushaltsjahren der Rendell-Administration von rund 9,1 auf knapp 8,6 Milliarden Dollar abgesenkt. Als Folge des Wegfalls der Gelder mussten nach und nach 14.000 Anstellungen im Bildungsbereich, vornehmlich Lehrkräfte, gekündigt werden. Auch eine Reihe von Kursen an Schulen konnten nicht länger angeboten werden. Corbett bezeichnete es als unmöglich, die ausfallenden Gelder der Bundesregierung sofort und vollständig aus dem Haushalt des Staats Pennsylvania zu ersetzen, ohne zu diesem Zweck weitere Schulden aufzunehmen. Forderungen der Demokraten nach Steuererhöhungen oder der Einführung neuer Steuern lehnte Corbett mit Verweis auf seine Wahlkampfversprechen von 2010 ab. Auch wies er Kritik von Lehrergewerkschaften zurück. Diesen warf der Gouverneur im Sommer 2014 vor, Gelder in Millionenhöhe auszugeben, um zu verbreiten, er selbst habe die Kürzungen im Bildungsetat verschuldet. Diese Darstellungen der Gewerkschaften bezeichnete Corbett als unwahr und rein politisch motiviert. Darüber hinaus trat der Gouverneur seinen Kritikern mit dem Argument entgegen, dass nicht allein die Höhe des der investierten Mittel für ein funktionsfähiges Bildungssystem entscheidend seien, sondern auch für welche spezifischen Zwecke das Geld zur Verfügung gestellt werde.
In allen folgenden Haushaltsjahren wurde die finanzielle Beteiligung des Bundesstaates am Bildungswesen stetig erhöht und damit die ausfallenden Gelder der Bundesregierung nach und nach ersetzt. Im Haushaltsjahr 2013/14 wurde für die gesamten Bildungsausgaben erstmals wieder das Niveau vor dem Wegfall des Konjunkturprogramms erreicht. Die Zuschüsse des Bundesstaates beliefen sich im Etat 2014/15 auf etwas mehr als zehn Milliarden US-Dollar (bei einem gesamten Haushaltsvolumen von rund 29 Milliarden Dollar), was 2014 nach Regierungsangaben die höchsten überhaupt sind. Im ersten Haushalt seiner Regierung hatte diese knapp 9,1 Milliarden, im Etat 2010/11, dem letzten der Rendell-Regierung, etwas mehr als 8,5 Milliarden US-Dollar betragen. Im Fiskaljahr 2014/15 wurden außerdem, erstmals während der Corbett-Administration, zusätzliche finanzielle Mittel für die Ausbildung von psychisch Behinderten bereitgestellt. Zusätzlich wurden zehn Millionen Dollar zusätzlich für das frühkindliche Bildungsprogramm Head Start und andere frühkindliche Bildungsangebote veranschlagt. Unter anderem sollen rund 1.600 weitere Kinder von Head Start profitieren.
Im September 2011 forderte der Gouverneur die Schulbezirke im Bundesstaat auf, freiwillig auf die nächste turnusgemäße Gehaltserhöhung von Lehrern und anderen Angestellten im Bildungsbereich zu verzichten. Lediglich 140 der insgesamt 500 Distrikte setzten die nächste Anhebung der Bezüge aus.
Am 24. September 2014 unterzeichnete Gouverneur Corbett ein Gesetz zur Einführung einer lokalen Zigarettensteuer, deren Erlöse direkt in Bildungseinrichtungen im Schulbezirk von Philadelphia, dessen finanzielle Schwierigkeiten kurz zuvor bekannt wurden, fließen sollen. Das Gesetz sieht eine Sondersteuer von zwei US-Dollar auf jede Schachtel Zigaretten vor. Innerhalb der republikanischen Parlamentsfraktionen war diese Maßnahme zum Teil umstritten, während die Demokraten das Vorhaben begrüßten.

### Privatisierungsvorhaben

#### Wein- und Likörverkauf
Im Januar 2013 kündigte Gouverneur Corbett an, den vom Bundesstaat betriebenen Verkauf von Wein und Likören privatisieren zu wollen. Corbett bezeichnete den Vertrieb durch die öffentliche Hand nicht mehr als zeitgemäß, da bereits 48 US-Bundesstaaten den Verkauf dieser Produkte privatisiert haben. Außerdem, so der Gouverneur, sei dies auch gar nicht die Aufgabe des Bundesstaats. Durch einen Verkauf an private Betreiber entstehe ein größerer Markt für diese Produkte, was den Konsumenten zugutekomme. Obwohl das Repräsentantenhaus des Bundesstaats das Vorhaben bereits billigte, stimmte der Staatssenat trotz Corbetts Drängen bis Herbst 2014 nicht zu, da auch republikanische Senatoren dem Vorhaben kritisch gegenüberstehen.

#### Staatslotterie
Bereits im Wahlkampf 2010 forderte Corbett die Privatisierung der vom Bundesstaat Pennsylvania betriebenen staatlichen Lotterie. Deren Betrieb sei nicht die Aufgabe der öffentlichen Hand. Als weiterer Grund für die Umsetzung des Plans wurden die finanziellen Erlöse aus dem Verkauf genannt. Im November 2012 gab der Gouverneur seine Entscheidung bekannt, dem britischen Unternehmen Camelot (und einzigen Interessenten) den Zuschlag für den Verkauf der Lotterie zu erteilen. Das Vorhaben war jedoch in der Öffentlichkeit äußerst umstritten. Nicht nur die Demokraten lehnten einen Verkauf der Lotterie ab, auch bei den Republikanern gab es zum Teil erheblichen Widerstand. Anfang 2013 ließ die demokratische Generalstaatsanwältin Kathleen Kane verlautbaren, dass sie Corbetts Vorhaben für verfassungsrechtlich für bedenklich halte. Angesichts dieser Bedenken und des öffentlichen Widerstands zeichnete sich in der State Legislature keine Mehrheit für die Umsetzung der Pläne des Gouverneurs ab. Am 2. Januar 2014 gab Corbett bekannt, die Privatisierungspläne nicht länger zu verfolgen. In den US-Medien wurde dies, gerade im Anbetracht einer republikanischen Mehrheit in der Legislative, als politische Niederlage Corbetts gewertet.

### Gesundheitspolitik
Obwohl Corbett zu Beginn seiner Amtszeit einer Ausweitung der Gesundheitsreform von Präsident Barack Obama kritisch gegenüberstand, stimmte er, als einer von nur gut einer Handvoll republikanischen Gouverneuren, im Frühjahr 2013 einer Erweiterung im Bundesstaat Pennsylvania zu. Im Februar 2014 legte seine Regierung dazu den Plan Healthy PA vor, der insbesondere das Programm Medicaid mehr Menschen zugänglich machen soll. Im August 2014 unterzeichnete Corbett das entsprechende Gesetz, und nachdem im September die Bundesbehörden diesem Gesundheitskonzept zugestimmt haben, wurde es am 1. Januar 2015 in Kraft gesetzt. Pennsylvania schließt sich damit 26 Bundesstaaten an, die eine Ausweitung der Gesundheitsreform schon verabschiedet haben. In Anlehnung an Barack Obamas Gesundheitsreform, die als Obamacare bekannt wurde, prägten die Medien für Corbetts Vorhaben die Bezeichnung Corbettcare.
Nach Corbetts Konzept sollen etwa 500–600.000 weitere Menschen in Pennsylvania Leistungen aus Medicaid, einem Gesundheitsfürsorgeprogramm für bedürftige Menschen, erhalten. So können bereits Personen, deren Verdienst bis 133 Prozent des national als „arm“ klassifizierten Einkommens liegt, Leistungen beantragen. Menschen, deren Verdienst über dem national als arm klassifizierten Einkommen liegt, werden zu einer Beteiligung in Höhe von zwei Prozent des Haushaltseinkommens verpflichtet. Die oppositionellen Demokraten in der State Legislature kritisierten diese Regelung. Auch wird eine Krankenversicherung für Kinder in jedem Fall gewährleistet. Bis Ende 2016 wird die Bundesregierung sämtliche Kosten für die Erweiterung des Programms übernehmen. In Corbetts ursprünglichen Plan war vorgesehen, dass Arbeitslose ihre Bemühungen eine Anstellung zu finden nachweisen müssen, um Leistungen zu erhalten. Nicht nur die Demokraten in Pennsylvania kritisierten diese Vorschrift, sondern auch die Bundesbehörden, die diese Regelung in den Verhandlungen mit Corbett verhinderten.
Zuvor hatte Corbett im Gegensatz zu den Demokraten eine Ausweitung des klassischen Medicaid-Programms ohne Eigenbeteiligung der Versicherten aus Kostengründen abgelehnt. Auch in der gut zweimonatigen Zeitspanne zwischen seiner Wahlniederlage 2014 und dem Ende der Amtszeit weigerte er sich, wie von seinem designierten Nachfolger Tom Wolf gefordert, Heathy PA zugunsten einer vollständigen Medicaid-Ausweitung auf Eis zu legen. Wolf vollzog diesen Schritt dann im Februar 2015. Die Leistungen der 156.000 Bürger, die Healthy PA zu diesem Zeitpunkt bereits in Anspruch nahmen bleiben aber unberührt.

### Veteranenhilfe

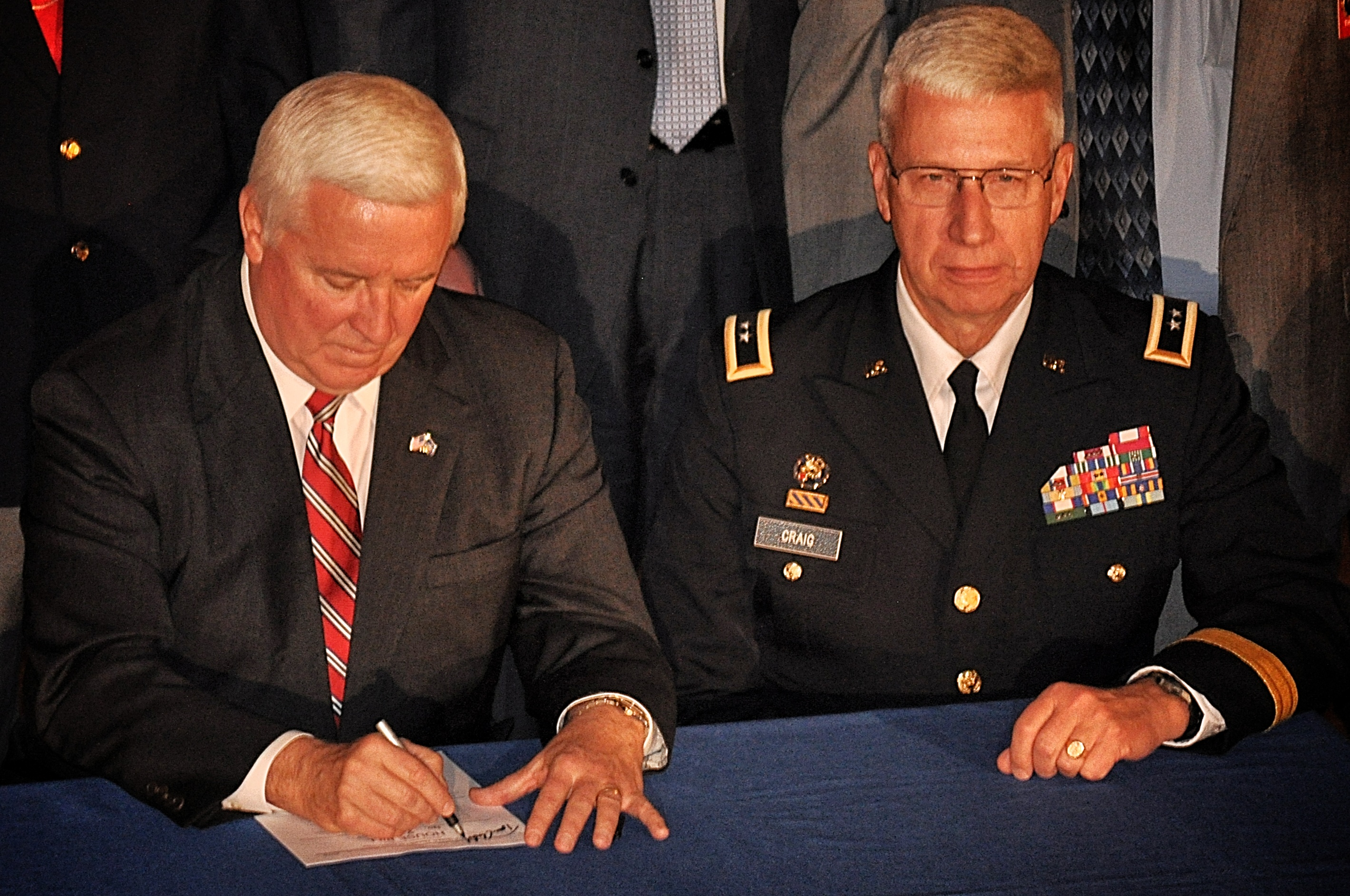
Gouverneur Corbett (links) unterzeichnet am 12. November 2012 mehrere Gesetze, von denen Veteranen profitieren sollen

Am 12. November 2012 unterzeichnete Corbett ein Bündel von bedeutenden Gesetzen, von denen Veteranen profitieren sollen. Unter anderem werden nach den Plänen 1,7 Milliarden US-Dollar zur Finanzierung von Sozialprogrammen für Veteranen, speziell aus der Nationalgarde Pennsylvanias, zur Verfügung gestellt. Auch sehen die Pläne eine finanzielle Aufstockung von psychologischen Beratungsprogrammen vor, die Hilfe für traumatisierte Nationalgardisten und Polizisten anbieten. Ferner sind bundesstaatliche Behörden angehalten, Regierungsaufträge nach Möglichkeit an kleinere und mittlere Firmen zu vergeben, die von Veteranen gegründet wurden.

### Fracking
Corbett gilt als starker Befürworter von Fracking. Während seiner Amtszeit wurde der Ausbau dieser Fördermethode für Erdgas massiv vorangetrieben, woraufhin Pennsylvania innerhalb der USA zum zweitgrößten Produzent von Erdgas nach Texas aufstieg. Im Februar 2011, kurz nach seinem Amtsantritt, unterzeichnete er ein Gesetz, das Regulierungen von Fracking auf Grünflächen beseitigt. Ein Sprecher des Gouverneurs verteidigte das Gesetz gegen die Kritik von Umweltschutzorganisationen und bezeichnete die unter Gouverneur Rendell eingeführte Regulierung als unnötig.
Am 17. Februar 2012 unterzeichnete Corbett ein bedeutendes Gesetz (bekannt als „Marcellus Shale Law“) zu umfassenden Neuregelungen des Fracking. Das Gesetz war ein Kompromiss der Befürworter und Gegner einer stärkeren Regulierung der Fracking-Industrie, der von einer Arbeitsgruppe unter Leitung von Vizegouverneur Cawley ausgehandelt wurde. Die neue Vorschrift verpflichtet Erdgas fördernde Unternehmen zur Entrichtung einer Gebühr an die betroffenen Kommunen, die von den Frackingauswirkungen betroffen sind. Allein im Jahr 2012 betrugen die Einnahmen der Städte aus dieser Gebühr rund 200 Millionen US-Dollar. Nach Angaben der Corbett-Regierung sind die Einnahmen doppelt so hoch wie dies bei einer gesonderten Fracking-Steuer der Fall wäre, die von zahlreichen Demokraten gefordert wird. Der Industrie kam er insofern entgegen, als es Kommunen fortan untersagt war, bestimmte Bezirke, einschließlich Wohngebieten, mit einem Verbot von Bohrungen zu belegen. Auch wurden jegliche geografischen Beschränkungen mit dem neuen Gesetz über das Verlegen von Erdgasleitungen aufgehoben. Damit sollte insbesondere der schnelle Transport von Schiefergas in andere Bundesstaaten gefördert werden.
Etliche betroffene Kommunen und deren Bewohner kritisierten das Gesetz scharf als Eingriff in ihre Rechte und strengten eine Klage vor Gericht an. Nachdem bereits ein Bezirksgericht dieses Verbot als verfassungswidrig eingestuft hatte, stimmte der Staatsgerichtshof von Pennsylvania dieser Auffassung im Dezember 2013 zu und erklärte die Regelung für ungültig. Kurz nach der Urteilsverkündung äußerte sich Corbett enttäuscht über die Entscheidung. Umweltschutzverbände begrüßten den Richterspruch.
Die Demokraten als auch einige republikanische Mitglieder der State Legislature befürworten die Einführung einer Fracking-Steuer. So forderte Tom Wolf, Corbetts 2014 gewählter Nachfolger, in seinem Wahlprogramm eine Abgabe in Höhe von fünf Prozent auf Erlöse von in Pennsylvania gefördertem Erdgas. Befürworter der Steuer wollen diese Erlöse insbesondere in das Bildungswesen und in Umweltschutz-Projekte investieren. Corbett lehnte die Einführung einer solchen Steuer ab, da dies zur Abwanderung der Gasunternehmen in andere Bundesstaaten führe und somit Arbeitsplatzverlust in Pennsylvania drohe. Dem Argument der Befürworter, dass alle anderen Bundesstaaten eine solche Abgabe bereits eingeführt hätten, widerspricht der Gouverneur. Er verwies dabei auf die höheren Sätze bei der Unternehmensbesteuerung in seinem Staat.
Im Mai 2014 revidierte Corbett außerdem eine Direktive seines Vorgängers Ed Rendell, die State Parks mit einem Fracking-Verbot belegte. Vor allem die Demokraten und Umweltschutzverbände kritisierten diese Entscheidung scharf. Sein Nachfolger Tom Wolf setzte dieses Verbot bereits wenige Tage nach seinem Amtsantritt im Januar 2015 wieder in Kraft.

### Umweltschutz und Erneuerbare Energien
Die Umweltschutzorganisation Penn Environment kritisierte in einem Bericht vom Oktober 2013 Corbetts Umweltschutzpolitik als unzureichend. Besonders in der Energiepolitik und einer als äußerst freundlich empfundenen Haltung des Gouverneurs gegenüber der Fracking-Industrie sehen die Umweltschützer erhebliche Risiken. So wurde Corbetts Unterstützung für die beiden Fracking-Gesetze aus den Jahren 2011 und 2012 als Blankoscheck für die Fracking-Industrie zu Lasten des Umweltschutzes scharf kritisiert. Der Bericht beklagt außerdem Kürzungen bei Umweltprojekten (wie den Bau von Parks), deren finanzielle Ausstattung Corbett im Rahmen der Haushaltskonsolidierung seit 2011 stark eingeschränkt hatte.
Direkt reagierte der Gouverneur nicht, am 12. Juni 2014 stellte sein Büro diverse Pläne vor, für den Ausbau erneuerbarer Energien rund 12,5 Millionen US-Dollar zur Verfügung zu stellen. Mit deren verstärktem Ausbau könne Umweltschutz mit der Schaffung neuer Arbeitsplätze kombiniert werden. Die Gelder sollen der Pennsylvania Energy Development Authority, einer öffentlich finanzierten, aber unabhängigen Behörde, zur Verfügung gestellt werden. Ein umfassender Ausbau von Erneuerbaren Energien ist in Pennsylvania allerdings auch in den kommenden Jahrzehnten aus marktwirtschaftlichen Gründen nicht zu erwarten. Durch die großen Vorkommen an Erdgas und Kohle ist die Energieerzeugung aus diesen fossilen Brennstoffen wesentlich günstiger.

### Infrastruktur

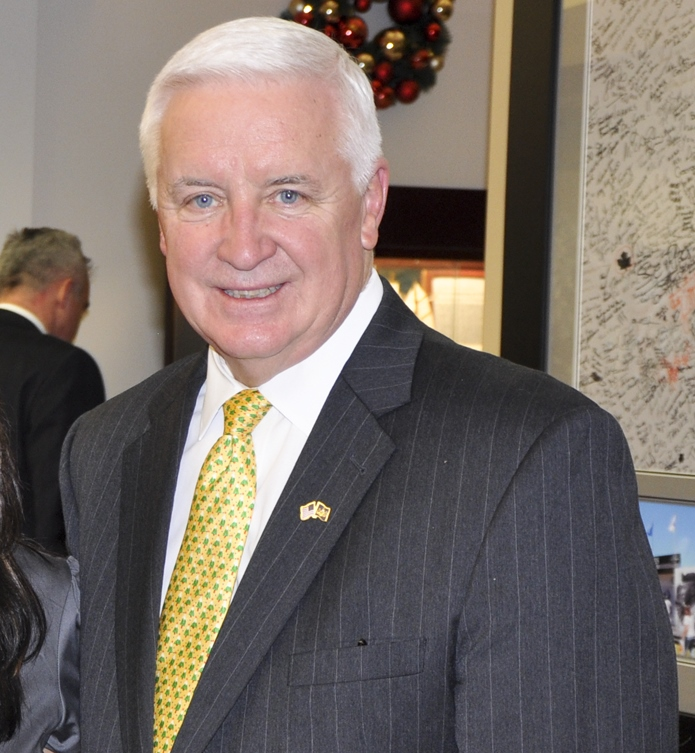
Tom Corbett im Dezember 2013

Kurz nach Amtsantritt legte Corbett einen Plan zur Modernisierung der Infrastruktur vor. Nach längeren parlamentarischen Beratungen wurde das sogenannte Transportation Bill verabschiedet und von Corbett am 25. November 2013 unterschrieben. Corbett lobte dabei die Überparteilichkeit, mit der das Gesetz zustande gekommen war. In den US-Medien wurde die Umsetzung der Gesetzesvorlage als Erfolg der Regierung gewertet. Das neue Gesetz reformiert weite Teile des öffentlichen Verkehrswesens und dessen Finanzierung in Pennsylvania. Durch eine Änderung des Steuerschlüssels stieg damit ab dem 1. Januar 2014 die Steuer auf Kraftstoffe um mehrere Cent pro Gallone. Des Weiteren wurde mit dem Gesetz die Erhöhung von Gebühren bei Fahrzeugzulassungen beschlossen (bei einem Jahresbetrag von 36 US-Dollar wird ein Zuschlag von zwei Dollar fällig). Die zusätzlichen Einnahmen sind für den Neubau und Erhalt des Straßennetzes vorgesehen. Das Büro des Gouverneurs gab an, dass man durch diese Reform mit Mehreinnahmen in Höhe von 2,3 Milliarden US-Dollar pro Jahr rechne. Damit könne der Etat für Infrastrukturprojekte um rund 40 Prozent erhöht werden.
Obwohl die Finanzierungsreform des Verkehrswesens überparteilich zustande kam, kritisierten Politiker aus dem konservativen Flügel seiner Partei Corbett. Einzelne warfen dem Gouverneur eine indirekte Steuererhöhung und damit den Bruch seiner Wahlkampfversprechen von 2010 vor. Corbett wies diese Kritik zurück.

### Gesellschaftspolitik und Kontroversen

#### Recht auf Schwangerschaftsabbruch
Corbett lehnt das in Pennsylvania bisher bestehende Recht auf Schwangerschaftsabbruch ab. In der Öffentlichkeit bezeichnete er Adoption als die bessere Alternative und verwies dabei auf seine eigene Tochter, die ein Kind adoptiert hat. Im Frühjahr 2012 wurde in Pennsylvania eine Gesetzesinitiative kontrovers diskutiert, die Frauen vor einer Abtreibung zu einer Ultraschalluntersuchung verpflichtet hätte. Der Gouverneur ließ seine Zustimmung erkennen. Bei einer Pressekonferenz wurde er gefragt, ob man Frauen zu einer solchen Untersuchung und damit der Betrachtung eines Ultraschallbildes gesetzlich zwingen könne, woraufhin er erwiderte:
„I don’t know how you make anybody watch, okay? Because you just have to close your eyes.“
„Ich weiß nicht, wie man jemanden zwingen kann, okay? Man kann nämlich einfach seine Augen schließen.“
In der Öffentlichkeit und den Medien wurde Corbett für seine Aussage daraufhin scharf kritisiert. Auch wurde ihm Sexismus vorgeworfen. Andere Stimmen, darunter auch sein demokratischer Vorgänger Ed Rendell, verteidigten Corbett, bezeichneten aber seine Wortwahl als unpassend. Der Gouverneur selbst kritisierte die Berichterstattung der Medien. Diese hätten seine Äußerungen aus dem Kontext gerissen. Letztlich verwarf die Legislative des Bundesstaates das Vorhaben. Im Oktober 2014 dementierte Corbett, den Gesetzentwurf jemals unterstützt zu haben und bezeichnete den Vorschlag eine Ultraschalluntersuchung verpflichtend einzuführen als unsinnig.

#### Gleichgeschlechtliche Ehe
Obwohl sich Corbett für weitreichendere Gesetze gegen die Diskriminierung Homosexueller aussprach, steht er einer rechtlichen Gleichstellung von gleichgeschlechtlichen Ehen skeptisch gegenüber. Im Oktober 2013 geriet er in die Kritik, als er diese offenkundig mit Inzest verglich. Die vom Gouverneur gemachte Bemerkung wurde in der Öffentlichkeit vielfach als herablassend und unangemessen angesehen. In den sozialen Medien löste er einen Shitstorm aus. Corbett erwiderte, er habe lediglich darauf hinweisen wollen, dass sowohl die gleichgeschlechtliche Ehe als auch Inzest im Bundesstaat Pennsylvania nach geltender Rechtslage nicht legal seien. In einer öffentlichen Erklärung entschuldigte sich Corbett dennoch für seine Aussage. Jedoch übte er auch Kritik an den Medien, die seine Bemerkung außerhalb des Kontexts zitiert hätten.
Im Mai 2014 erklärte ein Bundesrichter das Verbot der gleichgeschlechtliche Ehe, das bereits vor seinem Amtsantritt bestand, in Pennsylvania für verfassungswidrig. Damit ist fortan die Schließung von gleichgeschlechtlichen Ehen möglich. Obwohl Politiker aus der Republikanischen Partei die Regierung von Pennsylvania aufforderten, gegen das Urteil in Berufung zu gehen, lehnte Corbett eine Anfechtung der richterlichen Entscheidung ab.

#### Legalisierung von Cannabis
Im Sommer 2014 kamen Meldungen auf, dass sich nach Colorado auch in Pennsylvania eine Legalisierung von Cannabis zu medizinischen Zwecken abzeichnet. Sogar republikanische Mitglieder der State Legislature sprachen sich für ein solches Vorhaben aus. Auch Umfragen zeigen, dass eine große Mehrheit der Bevölkerung Pennsylvanias eine solche Legalisierung befürwortet. Da Corbett jedoch jegliche Legalisierung von Cannabis, das er als Einstiegsdroge bezeichnete, ablehnt, kündigte er gegen ein solches Gesetz sein Veto an. Bereits im April 2013 hatte Corbett im Rahmen eines Hörfunkinterviews für Aufsehen gesorgt, nachdem er als einen der Gründe für längere Arbeitslosigkeit die mangelnde Bereitschaft mancher Jobsuchender, einen erfolgreichen Drogentest zu absolvieren, nannte. Besonders Politiker aus den Reihen der Demokratischen Partei bezeichneten die Argumente des Gouverneurs als unzureichend.

#### Waffenkontrolle
Als Befürworter des Zweiten Verfassungszusatzes steht Corbett Verschärfungen des Waffenrechts kritisch gegenüber. Nachdem im Dezember 2012 als Folge des Amoklaufs an der Sandy Hook Elementary School in Connecticut einige Bundesstaaten wie beispielsweise New York ihr Waffenrecht verschärft hatten, lehnte der Gouverneur für Pennsylvania einen solchen Schritt ab. Nach seiner Meinung sind restriktivere Waffengesetze kein geeignetes Instrument, Amokläufe zu vereiteln. Er befürworte stattdessen mehr präventive Maßnahmen wie Schulsozialarbeit und andere psychologische Beratungsangebote, um derartige Vorfälle verhindern zu können. Kritiker werfen Corbett vor, genau jenen Präventionsprogrammen mit seiner Politik der Haushaltskonsolidierung die finanzielle Grundlage zu entziehen.
Am 21. Oktober 2014 verabschiedete die State Legislature von Pennsylvania mit Zustimmung des Gouverneurs ein kontrovers diskutiertes Waffengesetz, dass es Mitgliedern der NRA und anderen Schusswaffenvereinigungen erlaubt, rechtlich gegen kommunal erlassene Waffenkontrollrichtlinien vorzugehen, die über das Niveau der vom Bundesstaat erlassenen Gesetze hinausgehen. Nach dem Gesetz sollen außerdem sämtliche Prozess- und Anwaltskosten den Kommunen in Rechnung gestellt werden, wenn eine solche Klage erfolgreich ist. In beiden Kammern der Legislative wurde das sogenannte „Municipal gun-law bill“ mit breiter Mehrheit angenommen. Neben der republikanischen Stimmenmehrheit stimmten auch vereinzelte Demokraten zu. Neben den Bürgermeistern der betroffenen Städte äußerte auch Corbetts demokratischer Gegenkandidat bei der wenige Wochen später stattfindenden Gouverneurswahl seine Ablehnung. Tom Wolf argumentierte, es handele sich um die Aufhebung notwendiger Waffenkontrollen. Corbett verteidigte das Gesetz und betonte, es habe in Pennsylvania bereits Gerichtsurteile gegeben, die Kommunen das Recht auf restriktivere, lokal begrenzte, Waffenkontrolle nicht zugestehen.

#### Todesstrafe
Für schwerere Verbrechen wie Kinds- oder Polizistenmord befürwortet Corbett die Anwendung der Todesstrafe. Obwohl die Todesstrafe im Bundesstaat Pennsylvania formal Rechtsbestand hat, wurde sie seit dem Jahr 1999 nicht mehr angewandt, da diverse rechtliche Prüfungen vor verschiedenen Bundesgerichten sehr viel Zeit in Anspruch nehmen. Die drei seit der Wiedereinführung der Todesstrafe 1978 exekutierten Personen hatten auf diese Rechtswege verzichtet. In seiner Amtszeit zeichnete Corbett 48 Vollstreckungsanträge (execution warrants) gegen; womit er eine Begnadigung ablehnte. Die tatsächliche Vollstreckung wurde jedoch von Bundesgerichten bislang immer wieder aufgeschoben.
Im Februar 2015 verhängte sein Nachfolger Tom Wolf ein Moratorium für die Todesstrafe; Corbett hatte noch wenige Tage vor Ende seiner Amtszeit fünf weitere Hinrichtungsverfügungen unterzeichnet.

#### „Voter ID-Law“

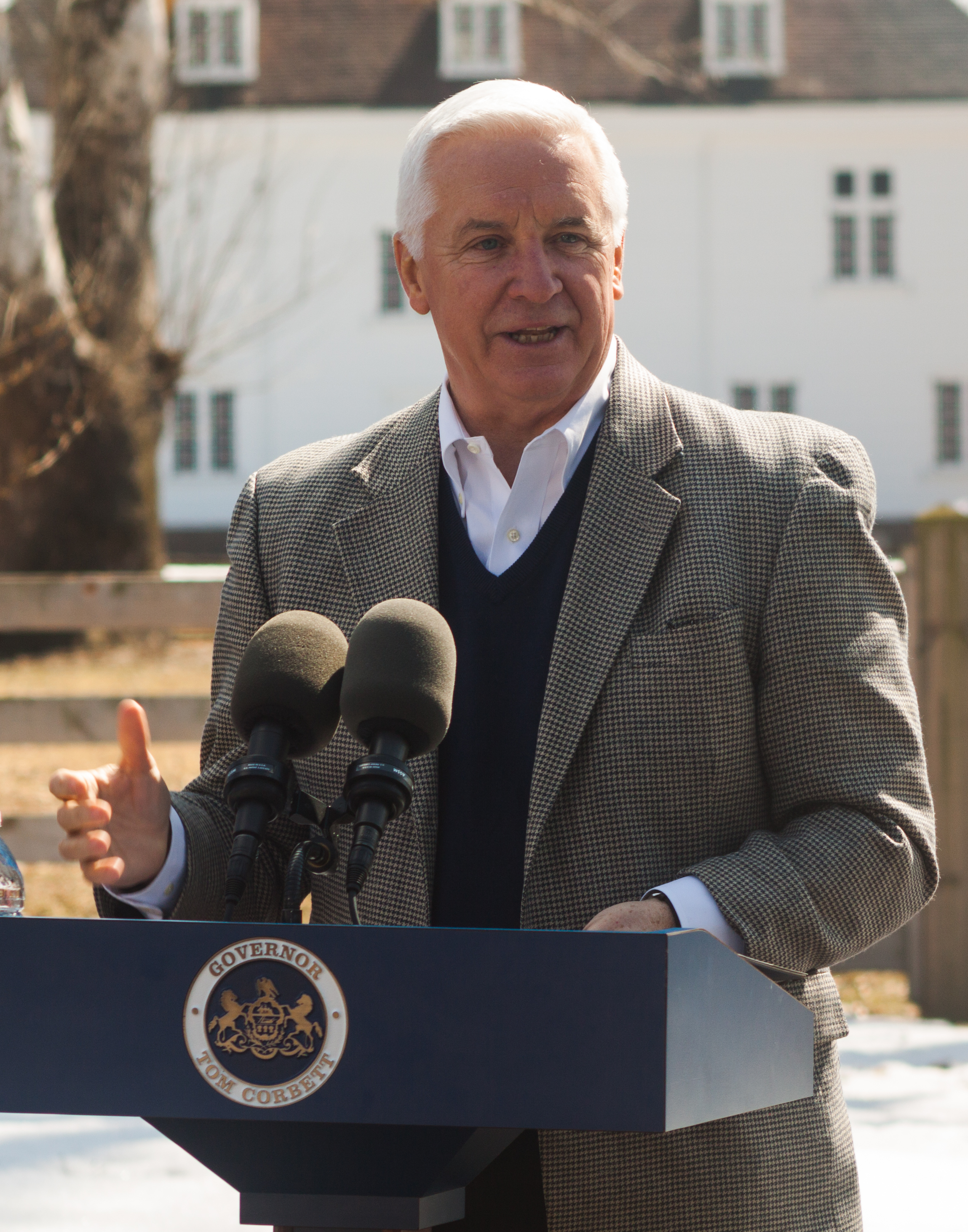
Gouverneur Corbett bei einem öffentlichen Auftritt im März 2014

Am 15. März 2012 verabschiedete nach dem Staatssenat auch das Repräsentantenhaus von Pennsylvania mit der republikanischen Stimmenmehrheit ein umstrittenes Wahlrechtsgesetz (bekannt als „Voter ID-Law“; deutsch „Wähler-Identifikationsgesetz“). Corbett, der sich für die Neuregelung ausgesprochen hatte, setzte es noch am selben Tag mit seiner Unterschrift in Kraft. Mit der neuen Rechtslage wurde künftig jeder Wähler vor der Stimmabgabe verpflichtet, sich mit einem Bild auszuweisen. Dafür sollten Personalausweis, Führerschein oder Schülerausweis akzeptiert werden. Ferner regelte das Gesetz, dass bei Nichtvorlage eines gültigen Papiers ein solches binnen sechs Tagen nachgereicht werden kann. Bei Versäumen dieser Frist verfällt die abgegebene Stimme. Die Demokraten hatten gegen die Gesetzesvorlage gestimmt. Sie beschuldigten die Republikaner, mit der Regelung Minderheiten wie Afroamerikanern die Stimmabgabe erschweren zu wollen, da diese eine traditionelle Wählerschaft der Demokraten sind. Auch verfassungsrechtliche Bedenken wurden geäußert. Der Gouverneur und Abgeordnete seiner Partei erhoben Widerspruch gegen diese Darstellungen und betonten, Sinn und Zweck der Wahlrechtsreform sei einzig und allein die Verhinderung von Wahlbetrug. Erstmals angewandt wurde das neue Gesetz zur US-Präsidentschaftswahl am 6. November 2012.
Nachdem demokratische Politiker gegen das Gesetz Klage einreichten, entschied Anfang Mai 2014 der Staatsgerichtshof von Pennsylvania zu deren Gunsten und erklärte das Gesetz für verfassungswidrig. Corbett zeigte sich enttäuscht, wolle aber gegen das Urteil keine Berufung einlegen, sondern mit der State Legislature über ein neues Gesetz beraten, das die Manipulation von Wahlen verhindern soll. Dieses könne aber nicht vor Beginn der neuen Legislaturperiode im Januar 2015 verhandelt werden, da in der laufenden Wahlperiode noch zahlreiche andere Aufgaben zu bewerkstelligen seien.

### Gouverneurswahl 2014

#### Vorwahlen und Wahlkampf

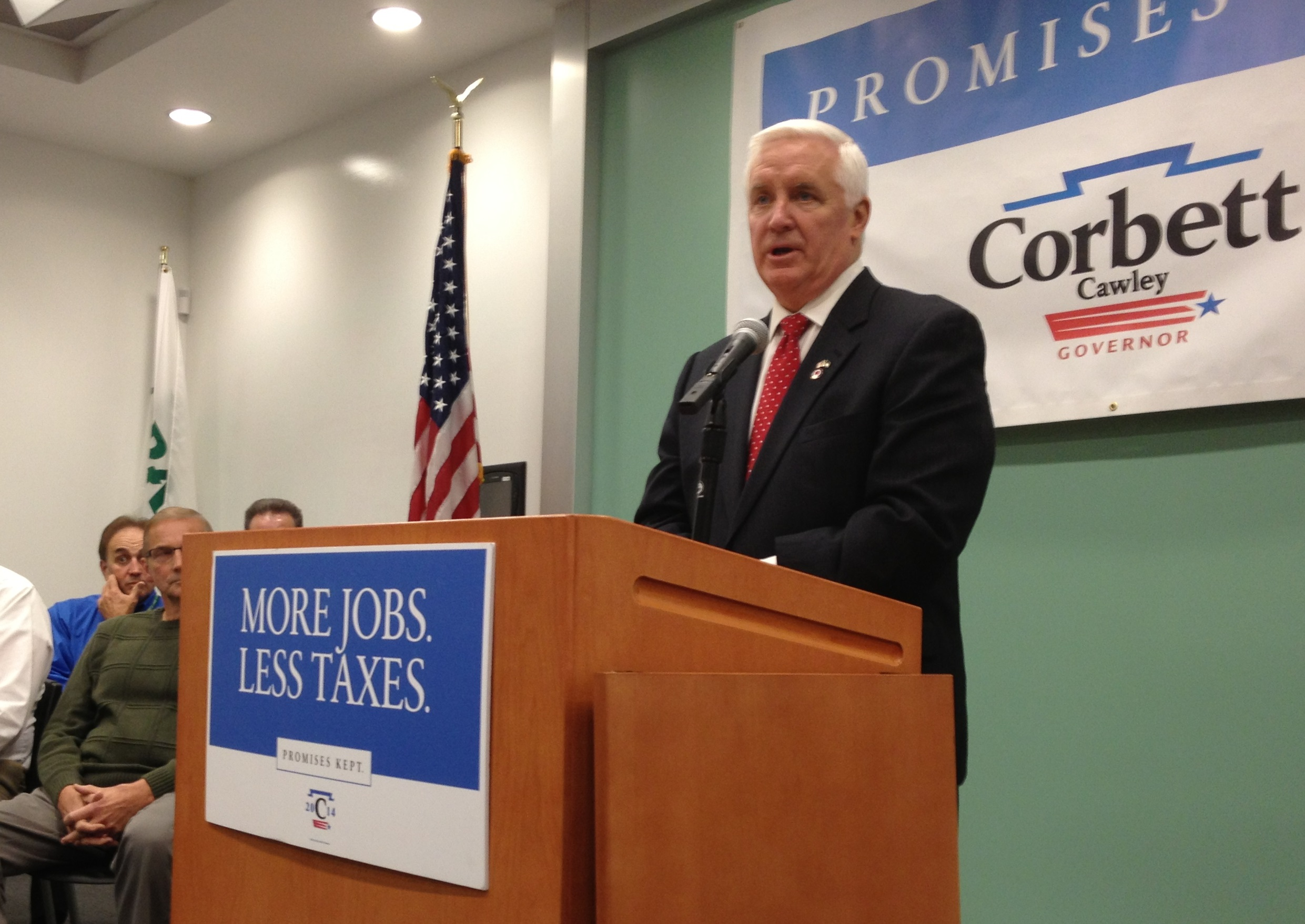
Tom Corbett bei der Bekanntgabe seiner Kandidatur für eine zweite Amtszeit am 8. November 2013

Am 8. November 2013 kündigte Corbett seine Kandidatur für eine zweite Amtszeit als Gouverneur an. Am 20. Mai 2014 wurde er bei den republikanischen Vorwahlen einstimmig zum Kandidaten der Partei gewählt. Als sein Running Mate wurde ohne innerparteiliche Opposition erneut Vizegouverneur Jim Cawley aufgestellt.
Wenige Wochen zuvor hatte der pennsylvanische Staatsgerichtshof die Gegenkandidatur des parteiinternen Herausforderers Bob Guzzardi wegen eines Formfehlers in dessen Wahlunterlagen für unzulässig erklärt. Die Führung der Republikaner des Bundesstaates hatte diese Klage angestrengt, um parteiinterne Konkurrenz zu verhindern, obgleich Guzzardi kaum Siegchancen bei der Vorwahl eingeräumt wurden. Der Unternehmer und politische Aktivist Guzzardi hatte Corbetts Amtsführung als nicht konservativ genug kritisiert. Er warf dem Gouverneur öffentlich vor, in vielen Themenbereichen statt einer „konservativen Agenda“ die Politik der Demokraten zu betreiben. Corbett selbst und sein Wahlkampfteam äußerten sich nicht zu Guzzardis Kritik.
Der Wahlkampf mit seinem demokratischen Herausforderer Tom Wolf war von einer starken Polarisierung um die bisherige Politik des Gouverneurs geprägt. Kontroversen in Bildungs- und Gesellschaftspolitik spielten hier ebenso eine Rolle wie die wirtschaftliche Lage im Bundesstaat. Die Demokraten warfen dem Amtsinhaber vor allem bei der Bildung Versagen vor. Corbett beschuldigte Wolf durch seine Steuerpläne die Mittelschicht zu belasten und damit der Wirtschaft zu schaden; seine Bildungspolitik sei von Wolf falsch dargestellt worden.
In der Wahlauseinandersetzung kam auch die mediale Öffentlichkeit zu unterschiedlichen Bewertungen. Die Zeitung PennLive empfahl die Wahl Tom Wolfs, da es Gouverneur Corbett trotz der republikanischen Mehrheiten in der State Legislature nicht gelungen sei, wichtige Vorhaben wie die Reform des Pensionssystems oder die Privatisierung des Likörverkaufs umzusetzen. Zwar habe der Regierungschef den Haushalt konsolidiert, für die Einsparungen aber keine Akzeptanz der Bevölkerung gewonnen. Auch wurde Corbett für seine Weigerung die boomende Fracking-Industrie steuerlich mehr zu belasten kritisiert. Die Zeitung TribLive hingegen gab wie schon 2010 eine Wahlempfehlung für den Amtsinhaber heraus. Allerdings, so TribLive, müsse der Gouverneur durch eine bessere Öffentlichkeitsarbeit die Menschen mehr für seine Politik begeistern und dabei seine Ziele energischer verfolgen. Die Zeitung verwies bei ihrer Empfehlung auf Erfolge: Corbett habe den Haushalt ausgeglichen, die Arbeitslosigkeit gesenkt, Ausgaben für Bildung erhöht und umfassende Konzepte zur Verbesserung des Gesundheitssystems und der Infrastruktur vorgelegt. Die Kritik an seiner Bildungspolitik nannte die Zeitung unbegründet, da Corbett nicht für die ausfallenden Mittel der Bundesregierung verantwortlich gemacht werden könne.
In den zwischen Januar und November 2014 erhobenen Umfragen lag Corbett stets zurück, obwohl sich seine Werte über den Herbst verbesserten.

#### Ergebnis, Analyse und Ende der Amtszeit

Karte von Pennsylvania mit dem Ergebnis der Gouverneurswahl 2014 nach Countys:
Mehrheit für Tom Wolf (D)
Mehrheit für Tom Corbett (R)

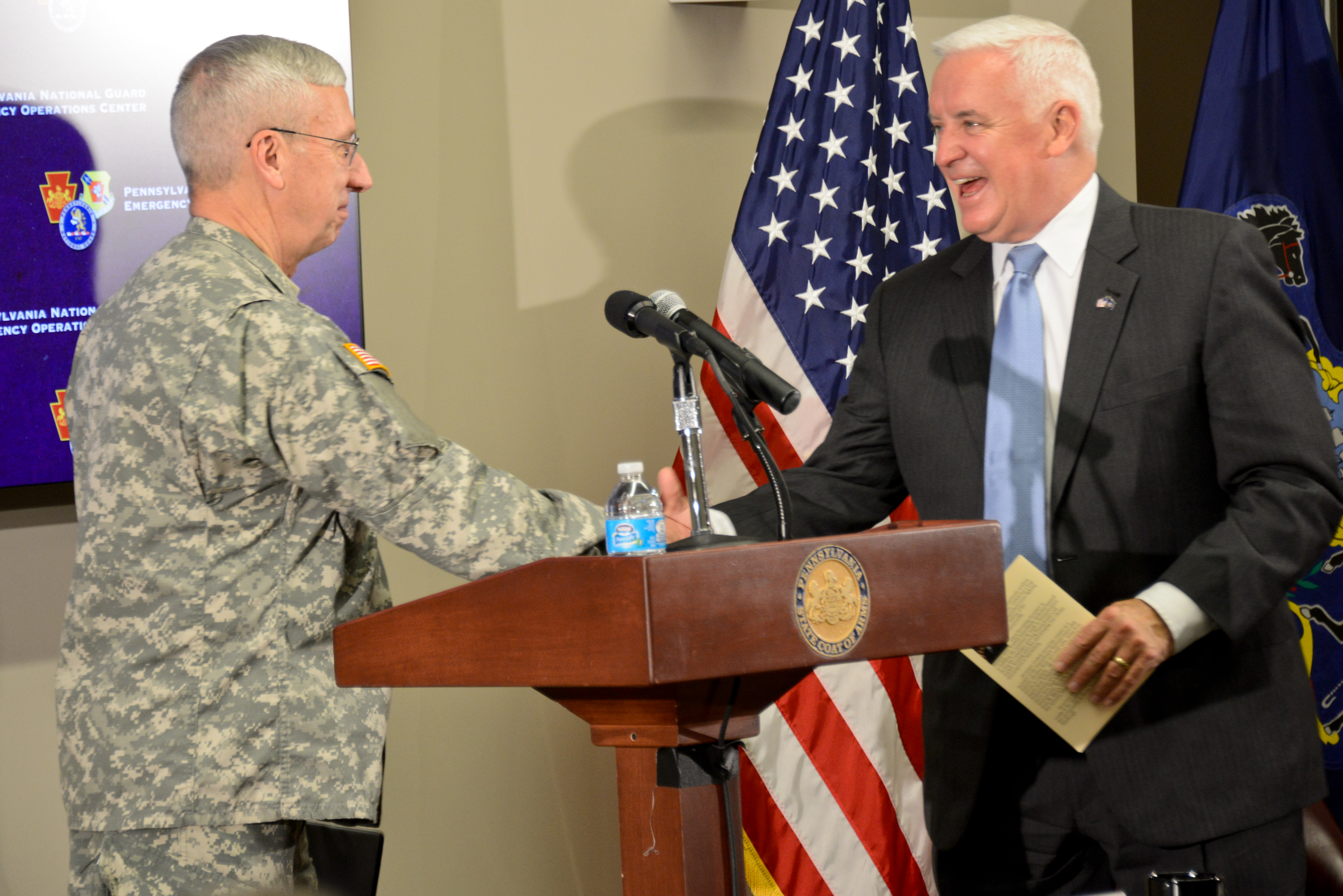
Gouverneur Tom Corbett (rechts) während eines Abschiedsbesuchs bei der Nationalgarde Pennsylvanias am 9. Januar 2015

Bei der Gouverneurswahl am 4. November 2014 verlor Corbett mit einem Stimmenanteil von 45,1 Prozent die Wiederwahl, während sich für Wolf 54,9 Prozent der Wähler aussprachen. Noch am Wahlabend gestand er seine Niederlage ein.
Das öffentliche Ansehen Corbetts sank in Umfragen schon über einen Zeitraum von drei Jahren merklich. Im Februar 2013 beurteilten nur noch 26 Prozent der Befragten Bürger des Bundesstaats die Amtsführung ihres Gouverneurs als positiv. Politische Beobachter führen die niedrigen Zustimmungswerte und die Wahlniederlage insbesondere auf die zahlreichen Kontroversen in Gesellschafts- und Bildungspolitik zurück. Ferner sei es Corbett nicht in ausreichendem Maße gelungen, seine Politik zu erklären und damit für unpopuläre Maßnahmen wie Einsparungen in etlichen Bereichen die Akzeptanz der Bevölkerung zu gewinnen. Schon im September 2014 räumte Corbett eigene Fehler bei seiner Öffentlichkeitsarbeit ein, die unter anderem zu seinen niedrigen Umfragewerten geführt hätten. Ferner, so politische Analytiker, habe der Gouverneur während des Wahlkampfes auch zu spät und zu nachgiebig auf Kritik seiner Gegner reagiert, was die öffentliche Meinung massiv zu seinen Ungunsten beeinflusst habe. Als Beleg hierfür wurde angeführt, dass Corbett keinesfalls von den günstigen Rahmenbedingungen für seine Partei profitiert hat: So konnten die Republikaner nicht nur bei den parallel stattfinden Kongresswahlen deutlich hinzugewinnen, auch in der State Legislature bauten sie ihre Mehrheiten aus. Außer Sean Parnell aus Alaska, der einem parteilosen Herausforderer knapp unterlag, wurden alle übrigen 17 republikanischen US-Gouverneure, die noch Wahl zur standen, im Amt bestätigt.
Corbett war seit einer Verfassungsänderung 1968, die dem Gouverneur eine Kandidatur für eine zweite Amtsperiode erlaubt, der erste abgewählte Amtsinhaber. Seine Amtszeit endete turnusgemäß am 20. Januar 2015 mit Wolfs Vereidigung.

## Nach dem Gouverneursamt
Ende Dezember 2014 erklärte Corbett, nach dem Ende seiner Amtszeit mehr Zeit mit seiner Familie verbringen zu wollen. Er beabsichtige aber nicht, sich vollständig aus dem öffentlichen Leben zurückzuziehen. Er wolle beratende Funktionen in seiner Partei wahrnehmen, ohne einen genauen Zeitplan zu nennen. Ein Wahlamt, so Corbett, strebe er bis auf weiteres nicht mehr an.
Im Juni 2015 eröffnete Corbett einen Highway-Streckenabschnitt, der im Rahmen seines Infrastrukturprogramms von 2013 gebaut worden war.
Bei der republikanischen Vorwahl zur Präsidentschaftswahl 2016 sprach sich Corbett für Chris Christie, den Gouverneur New Jerseys, aus. Der innenpolitisch als moderat geltende Christie hatte sich auch bei den Wahlkämpfen 2010 und 2014 aktiv für seinen Gouverneurskollegen Corbett aus dem Nachbarstaat engagiert. Allerdings zog Christie seine Bewerbung im Februar 2016 zurück. Bei einer politischen Diskussionsveranstaltung im März 2016 äußerte sich Corbett kritisch zum republikanischen Vorwahlkampf. Er beklagte insbesondere, dass zu wenig über sachpolitische Inhalte gesprochen werde und kritisierte den späteren Vorwahlsieger Donald Trump.
Seit Oktober 2015 ist Corbett zeitweise wieder als Dozent an zwei katholischen Institutionen der höheren Bildung tätig. Er lehrt am St. Vincent College in Latrobe und an der Law School der Duquesne University in Pittsburgh Recht sowie Politik. Im Februar 2018 begann Corbett eine Beratertätigkeit bei einer in Pennsylvania ansässigen Anwaltskanzlei.

## Politische Einordnung
Im politischen Spektrum ist Corbett dem sogenannten „Establishment“ der Republikanischen Partei zuzurechnen. Dieses vertritt in den meisten gesellschaftspolitischen Bereichen ein gemäßigt konservatives Weltbild; in manchen Themen orientiert er sich durchaus auch an der politischen Mitte. Zu der moderat konservativen Weltanschauung gehört beispielsweise die Ablehnung von gleichgeschlechtlichen Ehen (Corbett spricht sich aber deutlich gegen die Diskriminierung Homosexueller aus), Abtreibungen oder die Legalisierung von Cannabis. Auch die Kritik gegenüber zu weitreichenden Waffenkontrollen kann hier genannt werden. Andererseits unterscheidet er sich deutlich von Religiösen Rechten und anderen erzkonservativen Gruppen wie der Tea-Party-Bewegung, indem er sich bei seiner Amtsführung kaum Bezüge zur Religion herstellt und ein Verfechter der von der Verfassung vorgesehenen Trennung von Staat und Kirche ist. In Wirtschaftspolitik steht Corbett für eine begrenzte Rolle des Staates mit möglichst wenig Eingriffen in das Marktgeschehen. So soll die öffentliche Hand das freie Unternehmertum fördern und sich auf die Schaffung günstiger Rahmenbedingungen in der Wirtschaft konzentrieren. Mit dem Vermeiden von Steuererhöhungen und damit größeren finanziellen Spielräumen für Unternehmen und Bürger soll Wirtschaftswachstum generiert und das Staatsdefizit gesenkt werden. Zu letzterem soll auch ein schlanker Staat beitragen. Sozialpolitisch fordert Corbett ebenfalls eine begrenzte Rolle der öffentlichen Hand, bekennt sich aber zu den sozialen Sicherungssystemen. Im Unterschied zu libertären Bewegungen lehnt er eine Privatisierung von Social Security und Medicare ab. Auch spricht er sich für staatliche Wohlfahrt aus, solange diese nicht missbraucht wird. Dies wird am Beispiel seines Gesundheitskonzepts deutlich, womit er sich deutlich von der Tea-Party-Bewegung abgrenzt, die eine staatliche Krankenversicherung vehement ablehnt. Auch mit dem Bekenntnis zum Klimawandel und seiner zum Teil kompromissbereiten Haltung gegenüber den Demokraten (wie bei seinen Gesundheits- und Infrastrukturkonzepten) unterscheidet er sich klar vom Tea-Party-Movement. Die parteiinternen Gegenkandidaturen von Sam Rohrer 2010 und Bob Guzzardi 2014 zeigten, dass Corbett wie auch andere gemäßigt konservative Republikaner von den Anhängern der Tea-Party-Bewegung als zu moderat abgelehnt werden.

## Privatleben

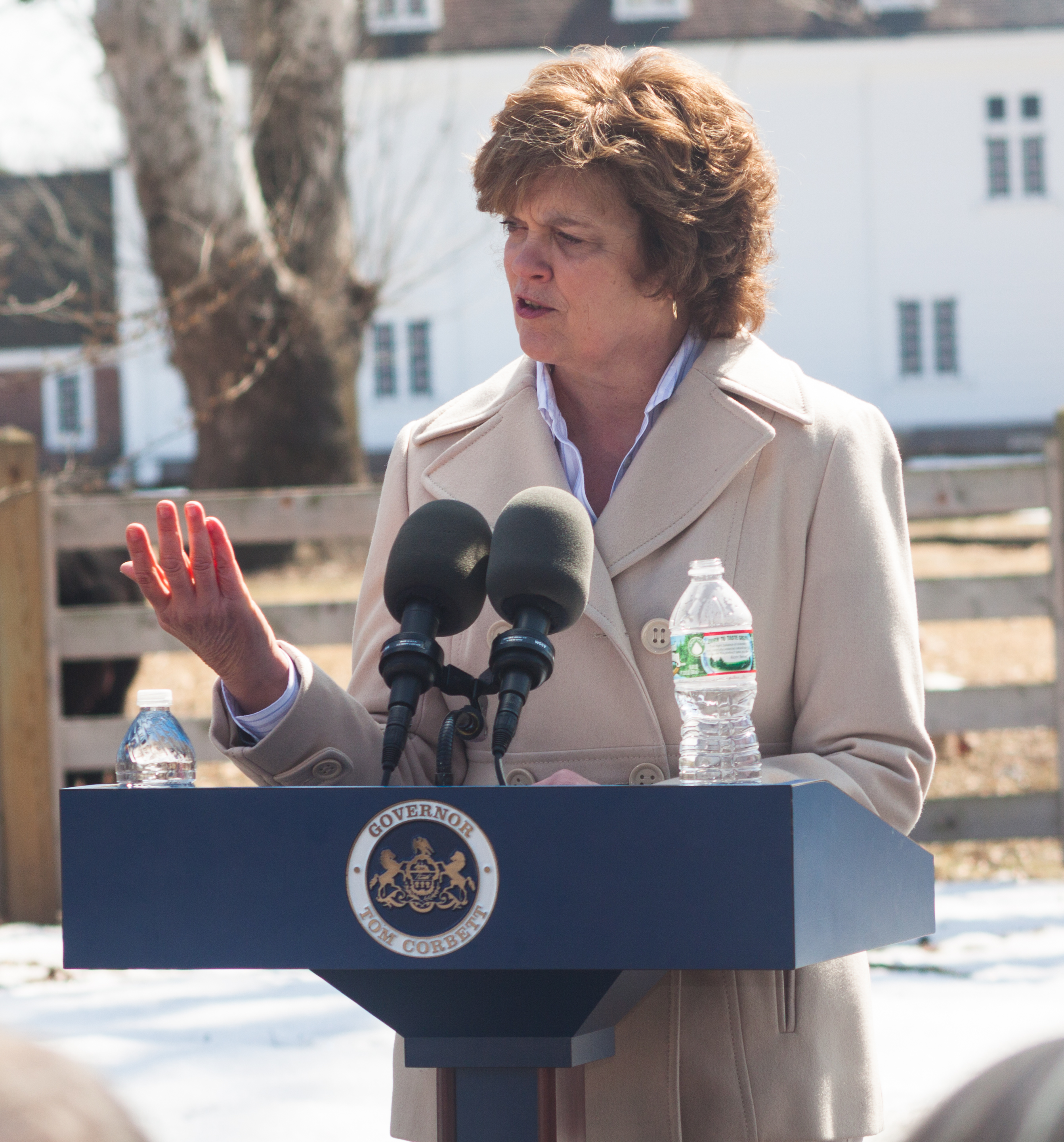
Susan Corbett (2014)

Seit 1972 ist Corbett mit seiner Frau Susan (geb. Manbeck) verheiratet; sie haben einen Sohn und eine Tochter sowie vier Enkel (2015). Mit seiner Frau lebt er in seiner Heimatstadt Shaler Township im Westen Pennsylvanias. Während seiner Gouverneurszeit stand ihm auch die Residenz des Gouverneurs (Governor’s Mansion) in Harrisburg zur Verfügung.
Corbett gehört der katholischen Kirche an. Außerdem ist er Mitglied der National Rifle Association.